# Guerra d'indipendenza spagnola
La guerra d'indipendenza spagnola fu il più lungo conflitto delle guerre napoleoniche e venne combattuto nella penisola iberica da una alleanza di Spagna, Portogallo e Regno Unito contro il Primo Impero francese. La guerra ebbe inizio con l'occupazione della Spagna da parte dell'esercito francese nel 1808 e terminò nel 1814 con la sconfitta e la ritirata delle truppe francesi. Questo conflitto è denominato nelle fonti francesi campagne d'Espagne o guerre d'Espagne ("guerra di Spagna", da distinguere da altri conflitti identificati con la stessa locuzione); nelle fonti spagnole Guerra de la Independencia Española ("guerra d'indipendenza spagnola"); nelle fonti catalane Guerra del Francès ("guerra dei francesi"); nelle fonti anglosassoni e portoghesi rispettivamente Peninsular War e Guerra Peninsular ("guerra peninsulare").
La guerra d'indipendenza spagnola fu una delle prime guerre di liberazione nazionale in cui fu praticata la guerriglia (termine che venne coniato proprio per questa guerra). La guerra fu caratterizzata dal fallimento delle numerose forze francesi di pacificare la penisola iberica dalla crescente attività delle truppe irregolari spagnole, che potevano fare affidamento su un territorio montano e desertico. Le truppe francesi in Spagna, superiori negli scontri diretti contro le forze regolari spagnole, furono però costrette ad una snervante opera di controllo delle retrovie, delle vie di comunicazione e dei centri principali, spesso presenti in alti contrafforti di montagna, continuamente minacciati dalle azioni di guerriglia dei reparti irregolari spagnoli. L'armata francese quindi non fu in grado di schiacciare la resistenza e di ottenere risultati decisivi; anche il breve intervento diretto di Napoleone in Spagna, pur caratterizzato da una serie di vittorie, non risolse la situazione in modo definitivo.
Inoltre in Portogallo (storico alleato della Gran Bretagna) intervenne un esercito britannico al comando del generale Arthur Wellesley (futuro Duca di Wellington) che, lentamente potenziato e rafforzato dalle truppe portoghesi, impegnò cospicue forze nemiche, respinse ripetutamente i francesi e gradualmente estese il territorio liberato, lasciando i guerriglieri liberi di logorare l'esercito occupante. Di conseguenza, durante la guerra si succedettero una serie di offensive e controffensive con estenuanti avanzate e ritirate, inframmezzate da battaglie non decisive che, se non permisero al Duca di Wellington di ottenere grandi successi fino al 1813, impedirono anche alle forze francesi, superiori di numero ma disperse sul territorio e guidate da generali in costante rivalità, di distruggere o costringere all'evacuazione l'esercito britannico sia di occupare saldamente il Portogallo e alcune regioni della Spagna. Nell'ultimo anno della guerra, con i francesi costretti a ridurre le forze a causa della disastrosa campagna di Russia, l'esercito del Duca di Wellington poté finalmente sferrare l'offensiva decisiva, entrando in Spagna e obbligando i francesi ad abbandonare la penisola iberica e ripiegare oltre i sicuri contrafforti pirenaici.
La guerra distrusse completamente l'economia di Spagna e Portogallo e portò ad un periodo di guerre civili, fra liberalismo ed assolutismo fino al 1850, guidate da ufficiali addestratisi nella Guerra d'indipendenza spagnola. L'indebolimento di questi paesi rese difficile il controllo delle colonie sudamericane e portò all'indipendenza delle antiche Colonie spagnole dalla Spagna e del Brasile dal Portogallo.

## Napoleone e la penisola iberica

### Invasione francese del Portogallo
Negli incontri di Tilsit con lo zar Alessandro I, al termine della guerra della quarta coalizione, Napoleone aveva già prospettato la necessità di occupare il Portogallo per estendere a quel paese il sistema del blocco continentale, organizzato ufficialmente dopo il decreto di Berlino del 21 novembre 1806 per escludere le navi e le merci britanniche dai porti continentali. Il Portogallo assumeva in queste circostanze una grande importanza: di fatto quasi un protettorato della Gran Bretagna, che controllava i commerci, la vita economica e finanziaria, il paese, dove i britannici avevano anche effettuato cospicui investimenti, era soprattutto una grande base del contrabbando ed un importante punto d'appoggio della Royal Navy. L'imperatore manifestò apertamente la sua ira nei confronti della casa regnante di Braganza per il comportamento del Portogallo e per il suo rifiuto di adempiere alle clausole del blocco continentale; di ritorno da Tilsit, il 29 luglio 1807 diede le prime disposizioni di organizzare un corpo di truppe a Bordeaux al comando del generale Jean-Andoche Junot per una possibile spedizione nella penisola iberica e una occupazione militare del Portogallo.

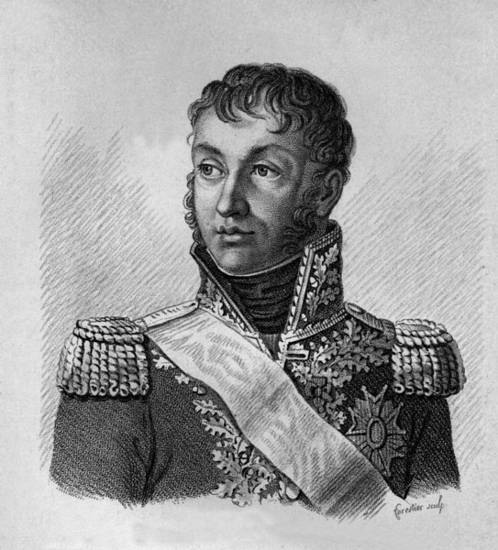
Il generale Jean-Andoche Junot, comandante del corpo di spedizione francese in Portogallo.

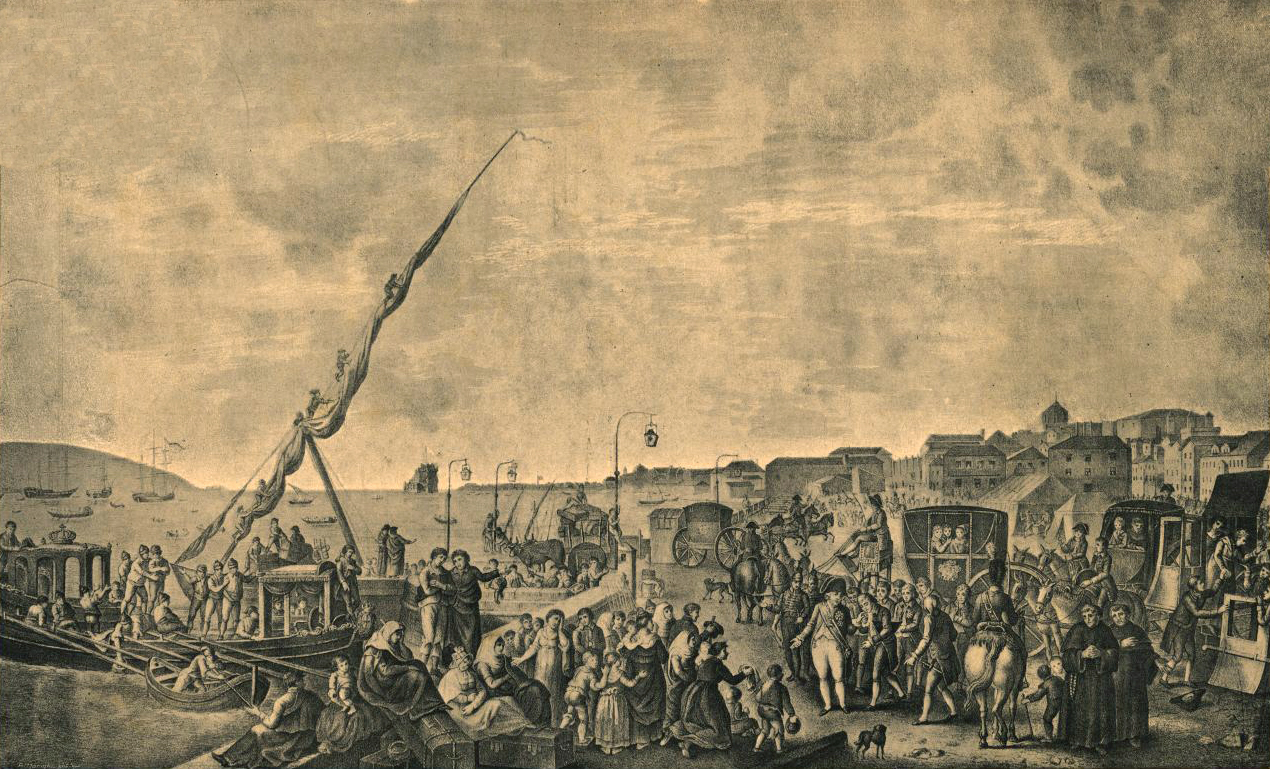
La fuga sulle navi britanniche del reggente del Portogallo Giovanni IV.

Le crescenti pressioni francesi esercitate sul primo ministro portoghese António de Araújo per indurlo ad applicare il blocco continentale ed estromettere i britannici dal paese non ebbero effetto; de Araújo impiegò tattiche dilatorie per evitare una rottura ma il 12 ottobre 1807 Napoleone decise di passare all'azione e diede ordine al generale Junot di entrare in Spagna e marciare su Lisbona con la sua armata di 22 000 soldati; il confine venne attraversato sul fiume Bidassoa il 18 ottobre; la guerra venne ufficialmente dichiarata il 22 ottobre. Il generale Junot avanzava attraverso il territorio della Spagna che, governata dal potente e impopolare primo ministro Manuel Godoy, era formalmente alleata della Francia e in guerra contro la Gran Bretagna dal dicembre 1804. Le operazioni militari sfavorevoli agli spagnoli, la disfatta di Trafalgar e l'attacco britannico alle colonie del Sud America, avevano indebolito la posizione di Godoy che aveva anche intavolato trattative segrete con i britannici. Dopo la disfatta della quarta coalizione, il primo ministro ritornò precipitosamente ad allinearsi con Napoleone, aderì al blocco continentale il 19 febbraio 1807, inviò un corpo di truppe ad Amburgo ad agosto 1807 per collaborare con i francesi e soprattutto accolse con pieno favore i progetti dell'imperatore di conquista del Portogallo.
Il 27 ottobre 1807 venne quindi concluso il Trattato di Fontainebleau fra Spagna e Francia, che definì la spartizione del Portogallo: a nord sarebbe stato organizzato un Regno di Lusitania per il re d'Etruria, il quale avrebbe a sua volta ceduto il suo stato toscano alla Francia; il sud sarebbe andato alla Spagna, mentre il centro con Lisbona rimase per il momento in sospeso. Mentre l'armata del generale Junot avanzava alla massima velocità attraverso la Spagna, tre reparti spagnoli entrarono anch'essi in Portogallo a nord del Duero, a sud del Tago e nell'Algarve. La marcia del generale Junot, estremamente difficoltosa per il clima pessimo, il terreno, la carenza di strade e la scarsità dei rifornimenti, non trovò opposizione da parte delle truppe portoghesi e il 1º dicembre 1807 i francesi entrarono a Lisbona senza combattere, dopo essere avanzati di 480 chilometri in quattordici giorni. Nel frattempo il reggente Giovanni, dopo aver concluso un accordo con i britannici che prevedeva la cessione di Madera e l'evacuazione dei depositi inglesi nel paese, si era imbarcato in tutta fretta con la corte il 29 novembre sulle navi britanniche per trasferirsi in Brasile. Anche la flotta russa dell'ammiraglio Dmitrij Seniavin, proveniente dal Mar Mediterraneo, bloccata a Lisbona, sarebbe stata trasferita in seguito in Gran Bretagna. Il generale Junot prese possesso del paese, catturò i resti dell'esercito portoghese, che inviò in Francia, e impose un forte tributo; egli tuttavia non introdusse una serie di riforme sociali e amministrative e il codice civile come gli prescriveva Napoleone, e si limitò a costituire una legione portoghese; forse mirava a ottenere la sovranità sulla parte centrale del Portogallo.

### Complotti e intrighi in Spagna

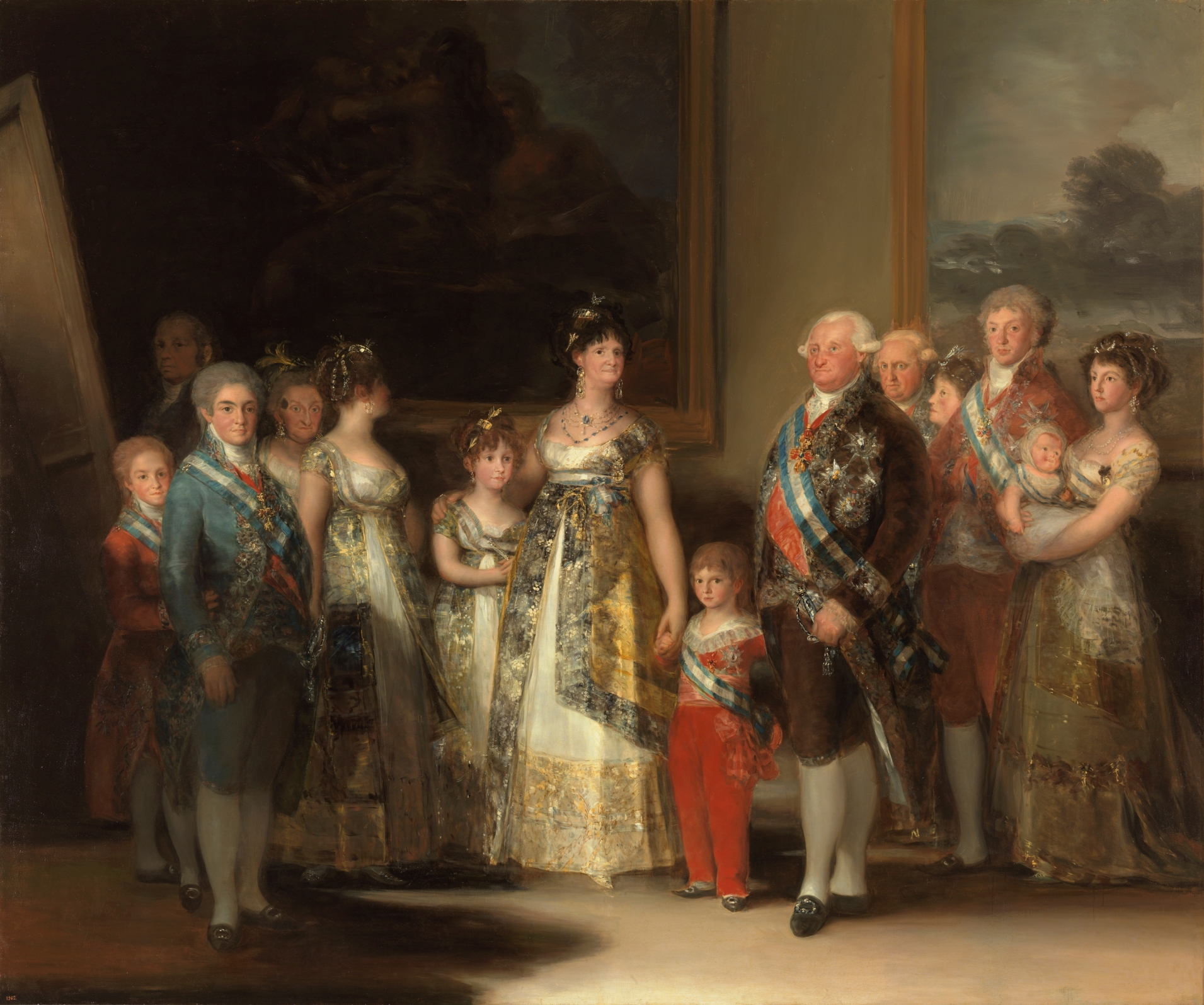
Il re di Spagna Carlo IV e la sua famiglia.

Considerando la situazione rischiosa dell'esercito del generale Junot, isolato in Portogallo a grande distanza dal confine francese, e la necessità di supportare militarmente le sue operazioni, Napoleone aveva iniziato quasi subito a pianificare ed attuare l'invio in Spagna di ulteriori corpi di truppe organizzati affrettatamente con "reggimenti provvisori" di coscritti, marinai, guardie parigine e con truppe straniere. Fin dal 12 ottobre 1807 un corpo, al comando del generale Pierre Dupont, era stato costituito e trasferito in novembre nella Vecchia Castiglia; nel gennaio 1808 un corpo al comando del maresciallo Jeannot de Moncey occupò Burgos, poi il generale Georges Mouton entrò in Spagna con un terzo corpo. In febbraio 1808 i francesi occuparono San Sebastián e Pamplona.
Il problema della Spagna era stato materia di discussioni, proposte e intrighi da molto tempo all'interno della cerchia di Napoleone e dei dirigenti francesi; l'imperatore e molti suoi collaboratori, consideravano la Spagna governata in modo disastroso da una dinastia inetta e da politici corrotti e mediocri incapaci di sviluppare le risorse e le ricchezze della nazione. Inoltre ritenevano che le enormi colonie spagnole nelle Americhe costituissero una specie di ricchissimo El Dorado che sarebbe stato importante sfruttare a vantaggio della Francia. Non mancavano personaggi disposti, anche nella speranza di ottenere vantaggi personali, a prendere l'iniziativa per imporre all'alleato riforme radicali nella penisola iberica, organizzando una completa ristrutturazione sociale ed amministrativa. Il maresciallo Joachim Murat era tra questi e lo stesso Charles Maurice de Talleyrand proponeva di prendere iniziative decisive. Infine non mancavano in Spagna i fautori di una stretta collaborazione con la Francia; tra la nobiltà e la borghesia liberale iberica esistevano i cosiddetti afrancesados, favorevoli a Napoleone e desiderosi di riforme amministrative ed economiche dirette alla modernizzazione dello Stato.
Le decisioni e le scelte di Napoleone riguardo alla Spagna furono inoltre influenzate e favorite dai contrasti interni alla dirigenza iberica dove era già in corso il cosiddetto "complotto dell'Escorial", organizzato dall'erede al trono Ferdinando con il sostegno del duca dell'Infantado e del canonico Juan Escoiquiz, per destituire Godoy ed estromettere dal trono il padre Carlo IV. A questo scopo i congiurati progettarono di garantirsi l'appoggio della Francia architettando un matrimonio diplomatico di Ferdinando con una principessa francese; l'11 ottobre 1807 Ferdinando indirizzò, su richiesta del ministro degli esteri francese Jean-Baptiste Champagny, venuto a conoscenza di questi intrighi, una lettera all'imperatore. Napoleone intravide evidentemente la possibilità di ottenere il predominio sulla Spagna mediante questa combinazione dinastica che avrebbe trasformato Ferdinando in uno strumento dei francesi.
La scoperta da parte di Godoy e di Carlo IV del complotto dell'Escorial modificò di nuovo la situazione; alla fine di ottobre 1807 Ferdinando venne arrestato insieme ai suoi complici, tuttavia egli richiese l'aiuto di Napoleone che, molto irritato, negò ogni coinvolgimento nell'intrigo, e quindi iniziò a considerare una seconda opzione per ottenere il predominio in Spagna. Spaventato dall'imperatore, Carlo IV si affrettò a liberare il figlio, mentre Napoleone, ritenendo ormai Ferdinando completamente screditato come erede al trono, iniziò a studiare possibili nuovi candidati, e il 2 dicembre 1807 interpellò su questo argomento il fratello Giuseppe. Tuttavia l'imperatore sembra che fosse ancora incerto sulla soluzione migliore; nel marzo 1808 apparentemente ritornò a considerare con favore la possibilità di servirsi di Ferdinando.

## Guerra nella penisola iberica

### Estensione dell'occupazione francese
Nel frattempo continuava il rafforzamento delle truppe francesi in Spagna e la loro progressiva occupazione di altre province; un nuovo corpo al comando del generale Guillaume Philibert Duhesme penetrò dai Pirenei Orientali in Catalogna e occupò Barcellona e Figueras; a marzo 1808 il maresciallo Jean-Baptiste Bessières arrivò a Burgos per prendere il comando superiore delle truppe in quella regione; infine il maresciallo Joachim Murat venne nominato dall'imperatore comandante supremo dell'Armata di Spagna e raggiunse Madrid il 23 marzo 1808 con altre truppe. Queste nuove avanzate e il costante incremento numerico delle truppe francesi iniziavano a preoccupare Godoy che, sempre più incerto e dubbioso sulle intenzioni di Napoleone, decise di richiamare dal Portogallo i reparti spagnoli e trasferirli in Andalusia. Anche tra la popolazione si diffondeva una viva inquietudine; correvano voci che Godoy e la famiglia reale fossero intenzionati a lasciare la capitale, riparare a Cadice e quindi salpare per le Americhe.

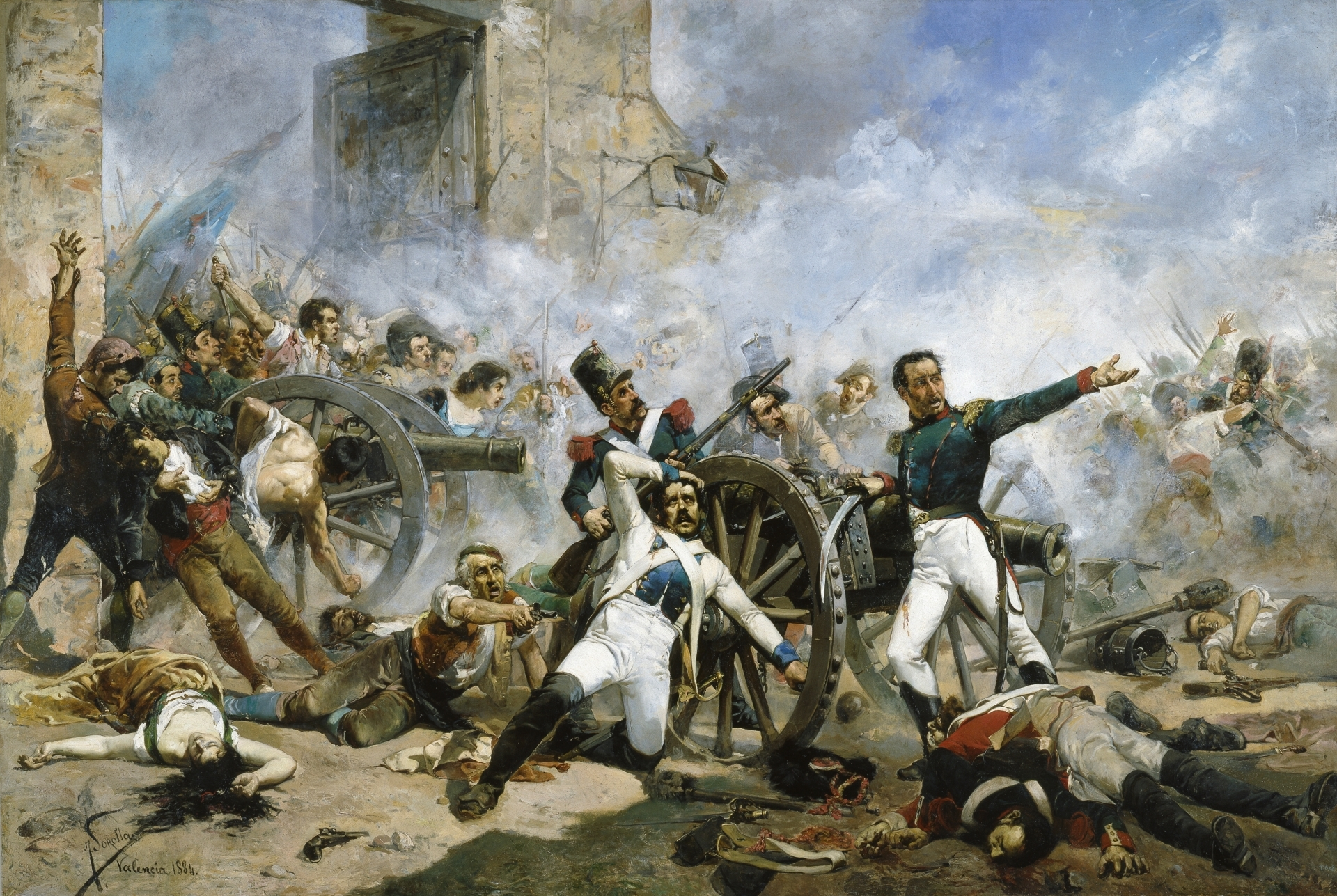
2 maggio, 1808: Pedro Velarde mantiene la sua ultima posizione

Il cosiddetto motín de Aranjuez del 17-18 marzo 1808 provocò una nuova evoluzione degli avvenimenti; una rivolta militare, originata da una congiura aristocratica combinata con il malcontento popolare, portò alla destituzione di Godoy, che fu imprigionato, ed all'abdicazione di Carlo IV il 19 marzo 1808. Dopo essere stato informato di questi avvenimenti, Napoleone decise di recarsi a Bayonne, evidentemente con l'intenzione di approfittare della confusa situazione spagnola; egli in pratica, dopo l'abdicazione di Carlo, considerò vacante il trono di Spagna e il 27 marzo propose al fratello Luigi di diventare re. Il 15 aprile l'imperatore raggiunse Bayonne; in precedenza Carlo IV aveva chiesto l'intervento del maresciallo Murat, lamentando la violenza subita, e Napoleone quindi ordinò al maresciallo di inviargli a Bayonne sia Carlo che Ferdinando; egli intendeva dirimere personalmente la questione.

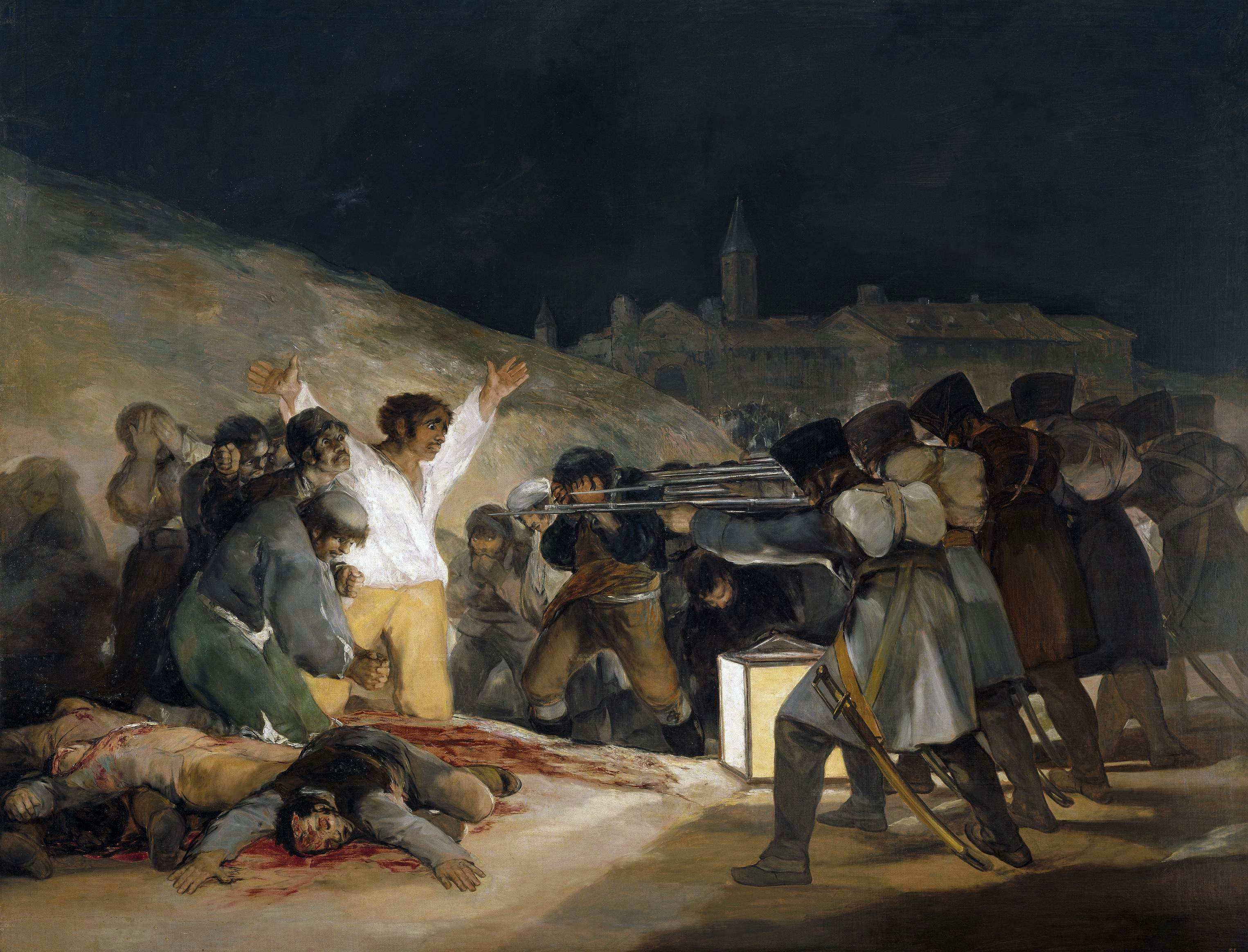
Le fucilazioni del 3 maggio 1808 in una pittura di Francisco de Goya.

Mentre i due principi reali non opposero resistenza e vennero trasferiti a Bayonne, le notizie della loro partenza e della violenze e sopraffazioni francesi, innescarono una reazione patriottica e fecero esplodere la rivolta popolare nelle strade di Madrid. Il 2 maggio e il 3 maggio 1808 una violenta sollevazione contro le truppe francesi provocò aspri scontri nella città e molte vittime; il maresciallo Murat schiacciò con grande energia e metodi brutali la rivolta popolare che costò circa 300 vittime; si procedette a fucilazioni in massa dei ribelli. Napoleone non parve molto impressionato da queste notizie che considerò un episodio locale, egli rimase convinto che la massa della popolazione spagnola si sarebbe sottomessa facilmente al nuovo ordine francese. L'imperatore inoltre prese pretesto dalla tragiche vicende madrilene per terrorizzare Carlo e Ferdinando, spezzandone ogni velleità di resistenza. Il 5 maggio, dopo un incontro caratterizzato dalle minacce di Napoleone, Ferdinando restituì la corona al padre Carlo IV che a sua volta, intimidito e demoralizzato, la consegnò nelle mani di Napoleone; tutta la famiglia reale spagnola venne internata a Valençay e l'imperatore, dopo i rifiuti di Luigi e Girolamo, costrinse Giuseppe ad accettare il trono di Spagna. Il maresciallo Murat, che aveva sperato di ottenere questo titolo, ricevette invece il regno di Napoli, lasciato libero da Giuseppe.
Napoleone, ancor prima dell'arrivo a Madrid del fratello, procedette a costituire una giunta, tratta dalle classi liberali spagnole, che dal 15 giugno al 7 luglio si riunì a Bayonne e redasse una costituzione ricalcata sugli analoghi documenti adottati nei regni vassali del Grande Impero francese; nella speranza di limitare l'ostilità della Chiesa, venne mantenuto il cattolicesimo come religione di Stato e non venne soppressa l'inquisizione. Giuseppe arrivò a Madrid il 20 luglio 1808; nel frattempo il regno era in rivolta e la sollevazione nazionale e popolare si era diffusa in tutte le regioni della penisola iberica e minacciava il predominio francese.

### La sollevazione della Spagna
L'insurrezione non ebbe inizio subito dopo la partenza di Carlo e Ferdinando; la prima città ad insorgere, quasi un mese dopo i fatti di Bayonne, fu Oviedo, seguita il 6 giugno da Siviglia; le giunte insurrezionali che guidavano la ribellione dichiararono guerra alla Francia; le sollevazioni furono caratterizzate da violenze sommarie contro i francesi e saccheggi, a Valencia circa 300 francesi furono brutalmente uccisi; in breve tempo si costituirono diciassette giunte insurrezionali, principalmente localizzate nel nord-ovest, nel sud e in Aragona. L'insurrezione coinvolse subito le masse popolari; le motivazioni dei ribelli erano legate al sentimento di lealismo dinastico, al forte spirito nazionale, alla xenofobia ed a elementi di fanatismo religioso riconducibili alla tradizione storica della lotta contro i Mori. Le popolazioni, economicamente arretrate e isolate in territori aspri e montagnosi, erano dipendenti dalla dottrina del clero locale che inculcava fin dal 1789 l'odio verso i francesi atei e ritenuti "ministri del diavolo"

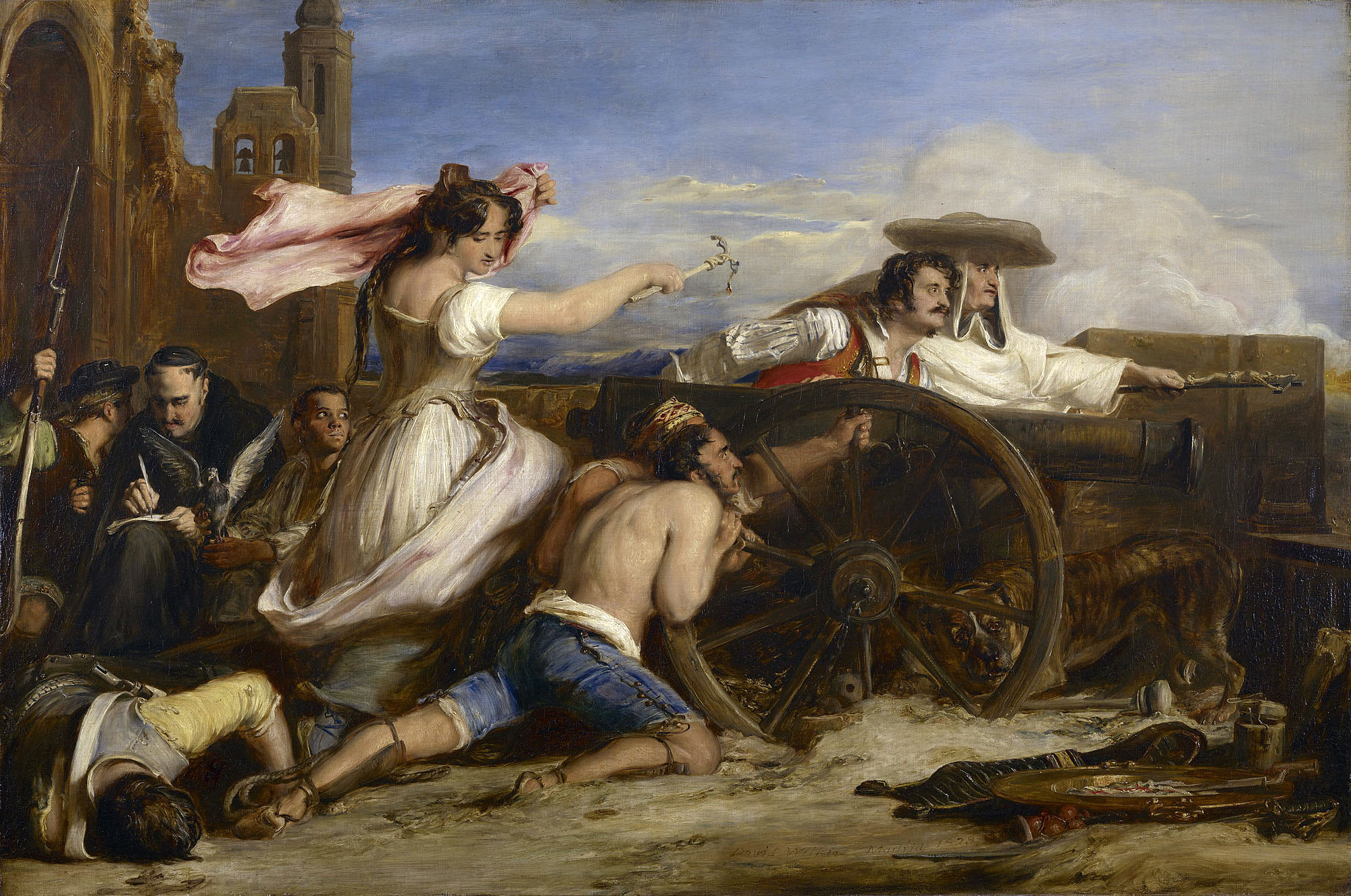
Agostina, fanciulla di Aragona, dà fuoco a un cannone contro gli invasori francesi a Saragozza

La crescente presenza delle truppe francesi ebbe un'influenza decisiva per stimolare la xenofobia della popolazione, tuttavia l'insurrezione scoppiò all'inizio nelle regioni, Asturie, Galizia e Andalusia, dove non erano ancora arrivati i soldati di Napoleone; furono i nobili e il clero spagnolo che si incaricarono di informare le classi popolari dei fatti accaduti altrove e innescarono la sollevazione generale. La classe nobiliare spagnola, nazionalista e conservatrice, appoggiò fortemente la sollevazione in cui vide la possibilità di reastaurare la sua autorità e i suoi privilegi e di impedire riforme sociali e amministrative rivoluzionarie; essendo la classe borghese democratica e liberale relativamente debole, i nobili, grandi proprietari terrieri, poterono facilmente sollevare i contadini contro gli occupanti. Il ruolo del clero fu altrettanto importante; Napoleone in realtà lo considerava determinante, parlando di "una insurrezione di monaci". Anche se alcuni esponenti dell'alto clero appoggiarono il nuovo regime bonapartista, i circa 60 000 secolari e 100 000 religiosi presenti in Spagna sollecitarono e istruirono le classi popolari alla rivolta, favorendo fenomeni di fanatismo. Nelle chiese Napoleone venne descritto come "il re delle tenebre", "Apollyon, cioè distruzione, il designato dell'Apocalisse"; si reclutò nelle chiese e nei conventi. Inoltre anche alcuni cardinali e vescovi sembra che abbiano diretto concretamente la propaganda e la diffusione dei propositi insurrezionali ed ebbero un ruolo importante nelle giunte.
In tutta la Spagna si diffuse una sanguinosa guerriglia ad opera di capi locali che divennero presto famosi e temuti; le giunte organizzarono milizie che, poco adatte a scontri in campo aperto, furono efficaci nell'infastidire e indebolire le truppe occupanti; la guerra contro i francesi fu caratterizzata subito da gravi atti di violenza, da brutalità, torture e atrocità contro i prigionieri; le truppe francesi risposero con spietate misure repressive con distruzione di villaggi, rappresaglie sulla popolazione, esecuzioni sommarie. Inoltre, oltre alle milizie arruolate dalle giunte ed ai guerriglieri, la Spagna disponeva anche di un numeroso esercito regolare che poteva mettere in pericolo l'armata francese dispersa sul territorio; i reparti più forti dell'esercito spagnolo erano concentrati al momento dell'insurrezione in Galizia e Andalusia e fu in queste due regioni che si rafforzò soprattutto il potere delle giunte insurrezionali. La giunta della Galizia prese il controllo delle Asturie, del León e della Vecchia Castiglia, mentre la giunta di Siviglia si proclamò "suprema giunta di Spagna e delle Indie" ed il 15 giugno 1808 si impadronì della squadra navale francese ancorata a Cadice.

### Sconfitte francesi
A febbraio Napoleone si era vantato che 12 000 uomini sarebbero bastati per conquistare la Spagna; ma il 1º giugno 1808 l'armata francese nella penisola iberica era già costituita da 117 000 soldati che sarebbero stati rinforzati da ulteriori 44 000 uomini entro il 15 agosto. Queste truppe non erano sufficienti per controllare la situazione e inoltre, costituite principalmente da reclute organizzate affrettatamente in "reggimenti provvisori", marinai, guardie e contingenti stranieri, erano di mediocre qualità, molto inferiore alla Grande Armata rimasta in Germania. Anche l'organizzazione e il vettovagliamento erano scadenti, e le truppe, prive di mezzi e disseminate in un territorio desolato e ostile, furono subito in difficoltà. Inoltre a Madrid il maresciallo Murat, inizialmente molto ottimista, dimostrò scarsa energia e, debilitato dalle cosiddette "coliche di Madrid", una forma di gastroenterite che affliggeva le truppe francesi, il 12 giugno chiese all'imperatore di essere sostituito. Tuttavia il responsabile delle disfatte francesi fu principalmente lo stesso Napoleone che, convinto della superiorità delle sue truppe e svalutando la pericolosità e l'efficienza degli spagnoli, decise di disperdere i reparti in tutte le direzioni per conquistare contemporaneamente le varie province insorte.
Di conseguenza, mentre il corpo di 23 000 uomini del maresciallo Jean-Baptiste Bessières occupava Santander, Valladolid e Bilbao, in Aragona, il generale Verdier respinse con 10 600 soldati le truppe spagnole del generale Josè Palafox, conquistò Tudela e cinse d'assedio Saragozza il 10 giugno 1808; il maresciallo Moncey marciò verso il Mar Mediterraneo con 10 000 uomini avendo l'obiettivo di prendere Valencia ed il generale Duhesme con 11 000 soldati si diresse in Catalogna e mise Gerona sotto assedio. Soprattutto il maresciallo Murat inviò il corpo del generale Dupont, costituito da 20 000 uomini, ad invadere l'Andalusia con l'obiettivo di "restituire per sempre la tranquillità all'Andalusia e, oso dire, alla Spagna".
Molto presto alcuni contingenti francesi si trovarono in difficoltà; Saragozza venne aspramente difesa dai soldati e dalla popolazione, il 2 giugno venne respinto, grazie anche al coraggio degli abitanti della città, un attacco francese; il 13 agosto le truppe napoleoniche si risolsero a togliere l'assedio, rinunciando temporaneamente a conquistare la città. In Catalogna il generale Duhesme dovette a sua volta rinunciare all'assedio di Girona e venne respinto e bloccato a Barcellona, mentre anche il maresciallo Moncey, privo di materiali ed equipaggiamenti non poté conquistare Valencia e ripiegò a nord del Tago

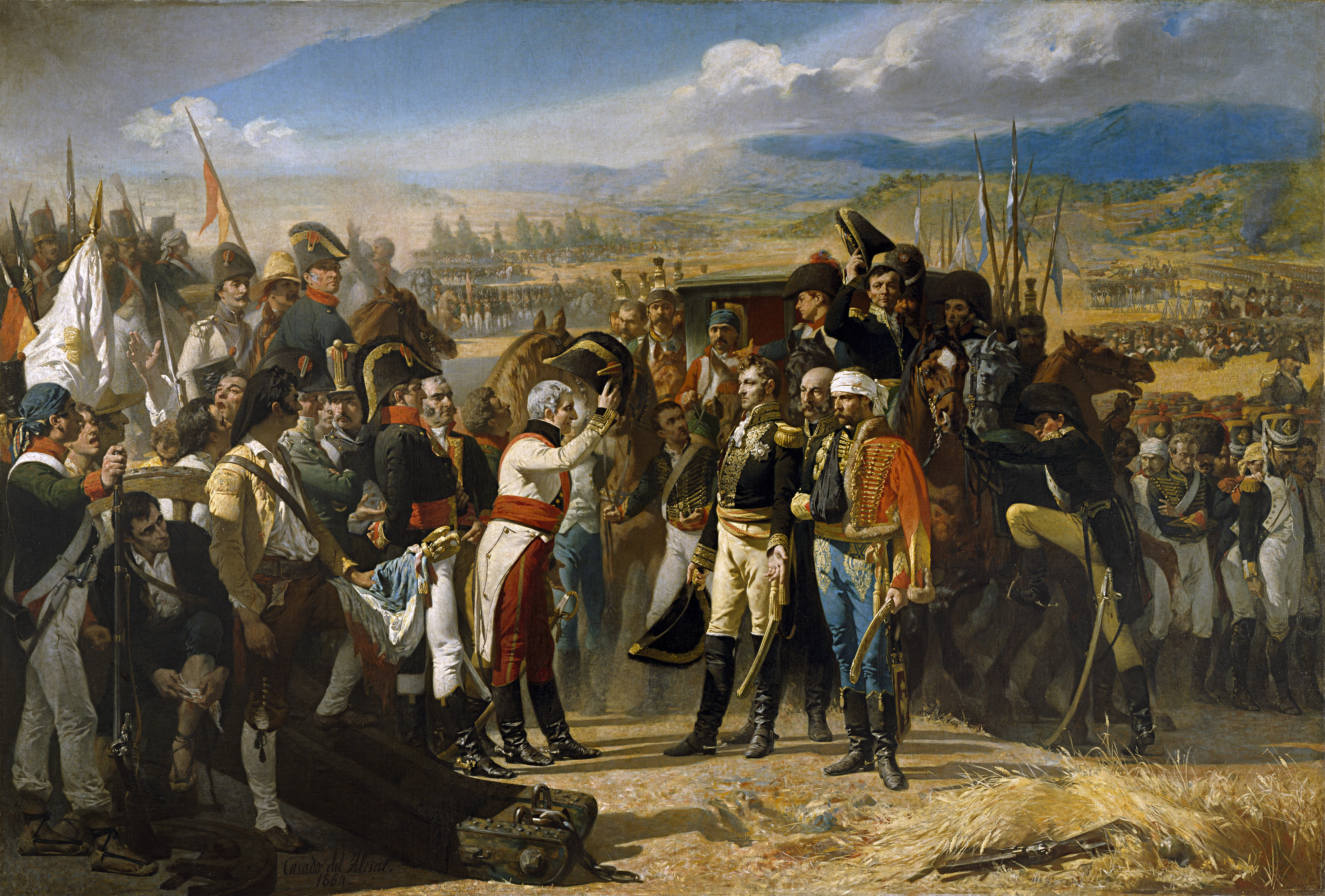
L'esercito spagnolo vinse la Battaglia di Bailén infliggendo all'Impero francese la sua prima sconfitta sul continente europeo.

La netta vittoria del maresciallo Bessières nella battaglia di Medina de Rioseco il 14 luglio 1808 sembrò invece rafforzare l'ottimismo di Napoleone e consolidare le posizioni francesi nel nord della Spagna. Il maresciallo Bessières sbaragliò con 11 000 soldati l'armata spagnola dei generali Gregorio Cuesta e Joaquín Blake con una serie di attacchi frontali della fanteria e di cariche della cavalleria. La battaglia terminò con la rotta degli spagnoli ed il saccheggio e le rappresaglie francesi contro soldati e monaci francescani, Napoleone scrisse di una battaglia che "decide degli affari di Spagna". L'imperatore era in grave errore, entro pochi giorni una catastrofe avrebbe concluso l'invasione francese dell'Andalusia e cambiato completamente la situazione in Spagna.
Il generale Dupont aveva iniziato ad avanzare da Toledo il 24 maggio 1808 verso Cadice; dopo aver attraversato il Guadalquivir il 7 giugno conquistò Cordova, dove lasciò che le sue truppe saccheggiassero e depredassero la città. Carico di bottino, l'esercito francese, dopo aver appreso della presenza della armata spagnola del generale Francisco Javier Castaños, il 19 giugno ripiegò su Andújar per attendere l'arrivo delle divisioni di rinforzo. Gli spagnoli, con un'abile manovra, riuscirono il 17 luglio a tagliare la ritirata dei francesi a Bailén. Il generale Dupont, con le sue truppe sfinite dagli scontri sotto un clima torrido, non riuscì ad aprirsi un varco e quindi decise di capitolare, mentre anche le truppe di rinforzo che avevano in un primo momento riconquistato la gola di Bailén furono comprese nella resa. Il 22 luglio 1808 la battaglia di Bailén si concluse con la capitolazione del generale Dupont e di 17 000 soldati francesi, provocando una drammatica svolta degli avvenimenti.
Giuseppe Bonaparte ed il comando francese, sconvolti dal disastro, ordinarono una ritirata generale fino all'Ebro, abbandonando Madrid e vanificando tutte le conquiste fatte al nord dal maresciallo Bessières. L'Europa fu scossa da questa prima sconfitta campale degli eserciti francesi, la cui avanzata era parsa inarrestabile. Le notizie della insurrezione spagnola favorirono il partito della guerra in Austria e mostrarono l'importanza del sentimento patriottico popolare nell'ispirare la resistenza nazionale; la battaglia di Bailén e gli altri successi dell'insurrezione spagnola favorirono la ripresa dell'ostilità anti-francese delle potenze continentali e la successiva costituzione della Quinta coalizione contro Napoleone.

### Intervento britannico nella penisola

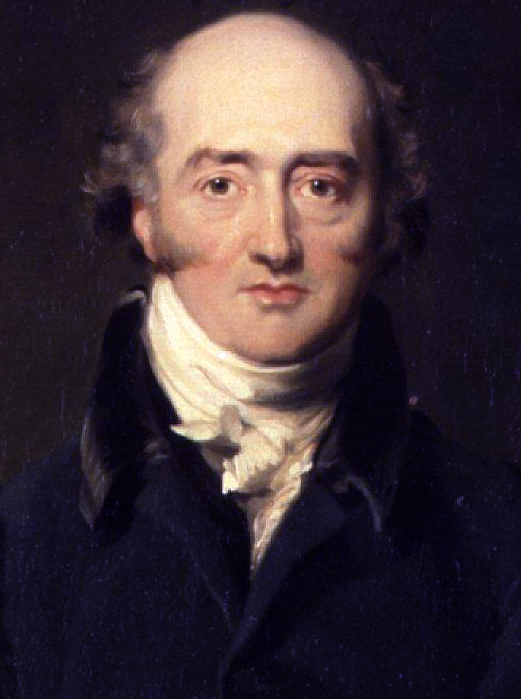
Il ministro degli esteri britannico George Canning prese l'iniziativa di appoggiare l'insurrezione spagnola.

Il ministro degli esteri britannico George Canning, risoluto e tenace, comprese subito le possibilità che si aprivano alla Gran Bretagna grazie all'insurrezione e decise di sostenere la sollevazione della Spagna, promettendo il 12 giugno 1808 il suo appoggio alla giunta delle Asturie e fornendo finanziamenti e materiali; inoltre il politico britannico decise di organizzare una spedizione per riconquistare il Portogallo e di inviare in un secondo tempo un altro corpo di truppe in Galizia; il governo conservatore ottenne anche il sostegno politico dell'opposizione whig, favorevole alla rivolta spagnola ed al suo carattere di insurrezione popolare e nazionale.
La situazione dell'armata francese del generale Junot in Portogallo nel frattempo era divenuta immediatamente critica a causa della sollevazione spagnola che interruppe i suoi collegamenti con Madrid; l'insurrezione si estese anche alla popolazione portoghese e il corpo di truppe spagnole schierato a Porto si ritirò in Galizia. Il generale Junot dovette quindi concentrare le sue truppe a Lisbona, cercando di mantenere il controllo dei centri strategici di Almeida e Elvas che coprivano le sue linee di comunicazioni.

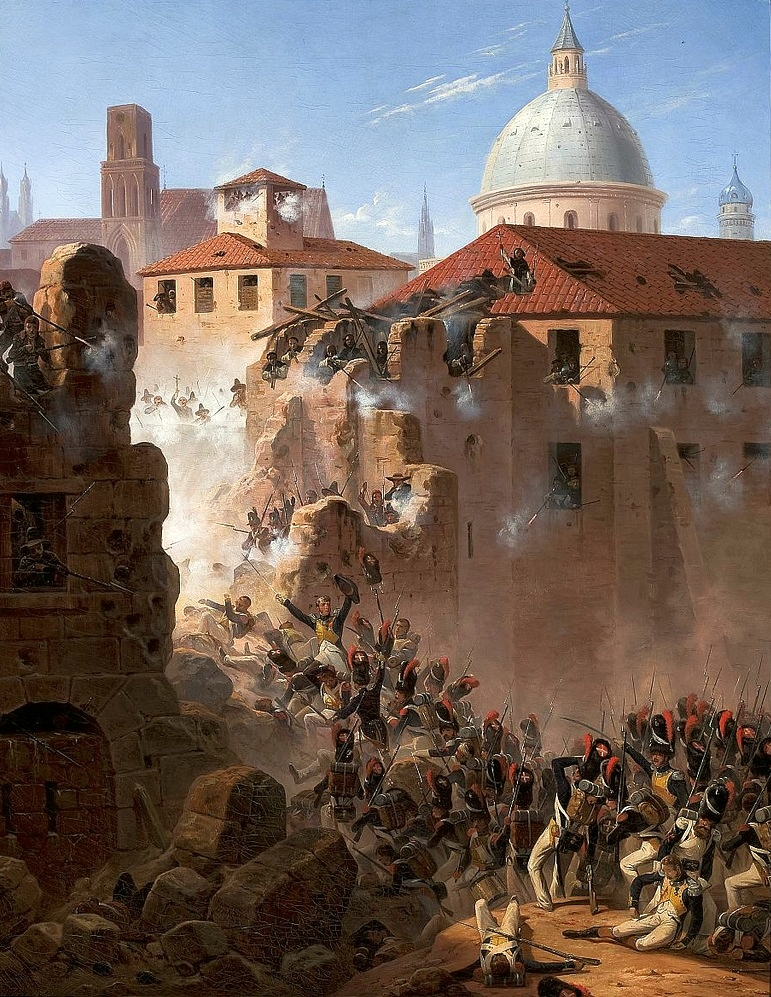
Assedio di Saragozza (1808) di Suchodolski, olio su tela

Il 1º agosto 1808 l'armata britannica guidata dal generale Arthur Wellesley, costituita da 13 000 soldati, prese terra alla foce del fiume Mondego e sorprese le truppe francesi; un primo scontro a Roliça terminò con la vittoria britannica il 17 agosto e il generale francese Henri-François Delaborde fu respinto; a sua volta il 21 agosto il generale Junot, senza concentrare le sue forze, attaccò frontalmente con meno di 10 000 uomini le posizioni dell'armata anglo-portoghese del generale Wellesley ma nella battaglia di Vimeiro venne respinto e sconfitto e si trovò in grave situazione tattica. Egli quindi decise il 30 agosto 1808 di concludere con il nuovo comandante britannico appena arrivato per sostituire il generale Wellesley, generale Hew Dalrymple, una convenzione di evacuazione che prevedeva che l'intera armata francese di 25 000 soldati avrebbe abbandonato senza combattere il Portogallo e sarebbe ritornata in Francia senza più prendere parte alla guerra.

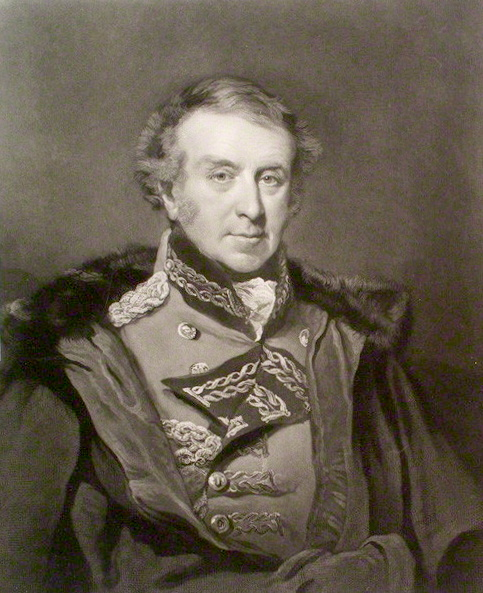
Il generale Hew Dalrymple venne criticato per aver accettato la convenzione di Sintra.

La convenzione di Sintra concluse con successo per i britannici la prima fase della guerra nella penisola iberica, ma fu causa di forti polemiche in Gran Bretagna; i generali Dalrymple e Burrad e lo stesso Wellesley, che pur si era opposto all'accordo, furono richiamati in patria e sottoposti ad una inchiesta per aver permesso l'evacuazione senza combattere dell'esercito francese apparentemente in situazione critica. In realtà la convenzione presentava vantaggi anche per i britannici che liberavano il Portogallo senza necessità di altre battaglie e apriva all'esercito anglo-portoghese la strada di Madrid, anche se il corpo francese del generale Junot, appena rientrato in patria, avrebbe ripreso posto nello schieramento francese e avrebbe combattuto la campagna del 1809.
Le due disfatte francesi di Bailén e di Sintra fecero scalpore in Europa e mostrarono per la prima volta che i francesi non erano invincibili stimolando la ripresa delle intenzioni bellicose delle potenze continentali sconfitte nelle guerre precedenti; inoltre il carattere di resistenza popolare per l'indipendenza spagnola assunto dalla guerra nella penisola entusiasmò le correnti liberali in Gran Bretagna ed anche sul continente, alienando ai francesi molti consensi. L'aristocrazia europea in realtà provava una certa diffidenza per la resistenza popolare spagnola ma fu pronta a sfruttare propagandisticamente i movimenti di resistenza, utilizzandoli per consolidare il proprio potere.
Le disfatte nella penisola scossero la sicurezza di Napoleone e lo convinsero della pericolosità della situazione per il predominio francese in Europa a causa dell'intervento in Spagna. L'imperatore decise quindi di intervenire personalmente per rinsaldare il prestigio della Francia e per risolvere strategicamente la situazione sconfiggendo i suoi nuovi nemici e l'esercito britannico. A questo scopo la Grande Armata avrebbe dovuto trasferirsi in massa a sud dei Pirenei per sferrare, al comando di Napoleone, un'offensiva decisiva; era quindi necessario un nuovo accordo con lo zar Alessandro per concordare la sua collaborazione per frenare in Germania le possibili velleità di rivincita austriache o prussiane durante il tempo in cui il grosso dell'esercito francese avrebbe dovuto abbandonare il territorio tedesco per trasferirsi in Spagna.

## Campagna di Napoleone in Spagna

### La Grande Armata in Spagna

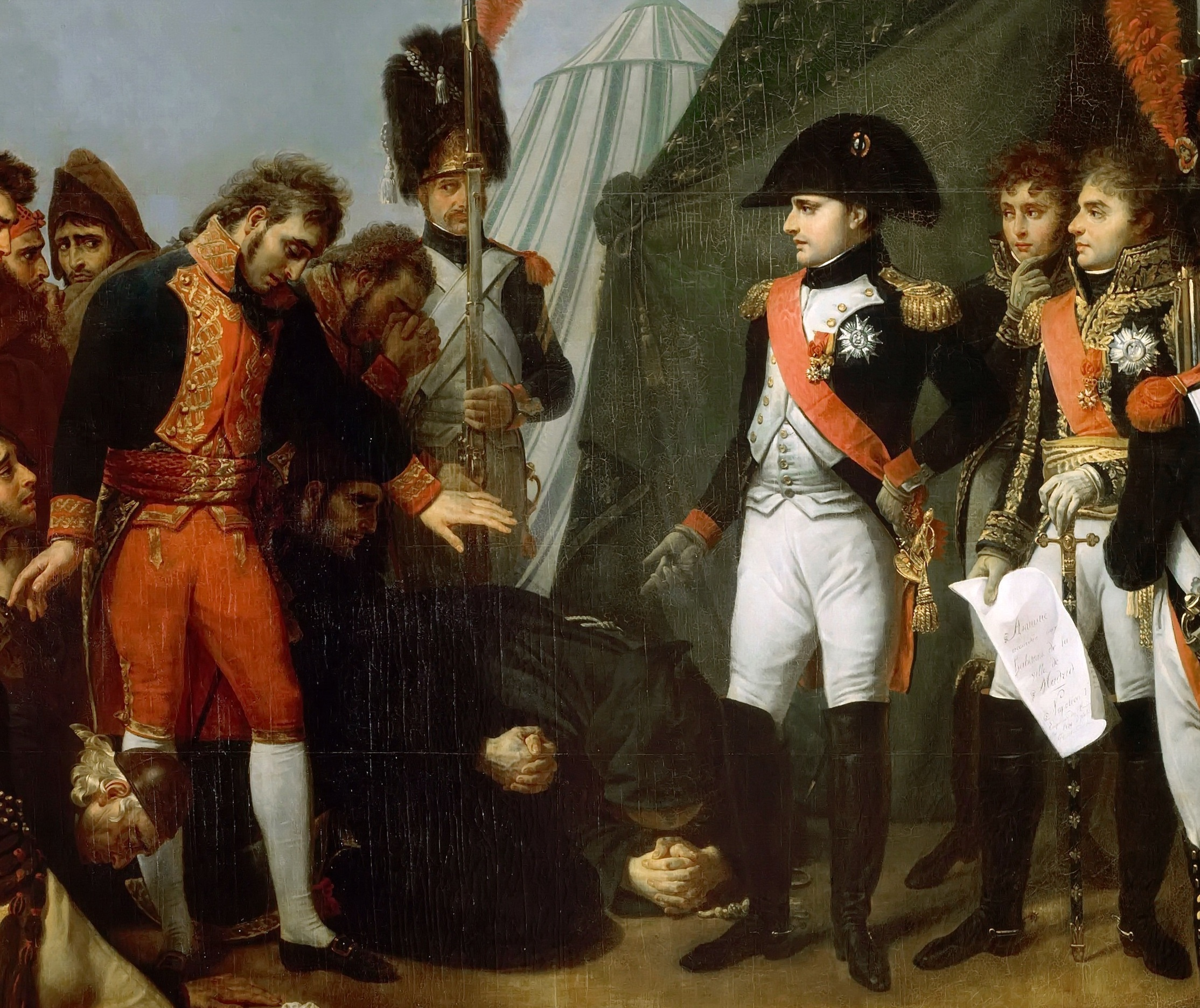
Napoleone alla resa di Madrid, pittura di Antoine-Jean Gros, 1810

Nonostante la situazione favorevole, i dirigenti politici della sollevazione spagnola non seppero sfruttare il momento propizio seguito alla vittoria di Bailèn e lo smarrimento di Giuseppe e delle residue forze francesi che avevano precipitosamente ripiegato sull'Ebro; solo il 12 agosto 1808 reparti spagnoli, avanzando da Valencia arrivarono a Madrid, mentre il generale Castaños giunse con forze limitate il 23 agosto. Soprattutto si verificò una grande disorganizzazione amministrativa e le numerose giunte provinciali costituitesi per l'insurrezione non riuscirono a trovare uno stabile accordo e furono subito in forte conflittualità tra loro. La Galizia e le Asturie si contesero il potere, il generale Gregorio Cuesta assunse una posizione autonoma con la giunta della Vecchia Castiglia, a Siviglia, si propose di non avanzare sulla capitale e di limitarsi ad amministrare l'Andalusia, la giunta di Granata operava in autonomia. Finalmente, su iniziativa della giunta della Murcia, guidata dal conte di Floridablanca, si costituì una Giunta Centrale formata da trentacinque delegati, in maggioranza nobili e preti, provenienti dalla amministrazioni provinciali, che si riunì il 25 settembre 1808 a Aranjuez ma che, impegnata nei problemi procedurali e costituzionali, non riuscì a lavorare efficacemente a causa dei contrasti tra le correnti conservatrici di Floridablanca e quelle liberali di Gaspar Melchor de Jovellanos. Si organizzò un ministero ma a causa della rivalità tra i generali, non venne nominato un comandante in capo. L'esercito regolare non venne adeguatamente potenziato, il reclutamento fu insufficiente, e molte armi e materiali fornite dai britannici non vennero utilizzate.
La situazione non era migliore in Portogallo dove il generale Dalrymple, prima di essere richiamato, aveva riorganizzato la reggenza nominata dal principe Giovanni; nonostante il richiamo delle truppe regolari, a causa della scarsezza di mezzi si poterono organizzare solo 13 000 soldati portoghesi, mentre la leva in massa (ordenanza) era del tutto priva di armi. L'unica forza veramente efficiente rimase quindi il corpo di spedizione britannico che peraltro era a sua volta intralciato da problemi logistici e amministrativi. Costituito da 20 000 soldati, il corpo di spedizione era ora guidato dal capace generale John Moore che però non si mise in movimento fino a ottobre 1808 e non riuscì a coordinare le sue operazioni con le giunte insurrezionali spagnole; in Galizia, alla fine di ottobre sbarcò invece un secondo corpo britannico di 13 000 uomini al comando del generale David Baird.

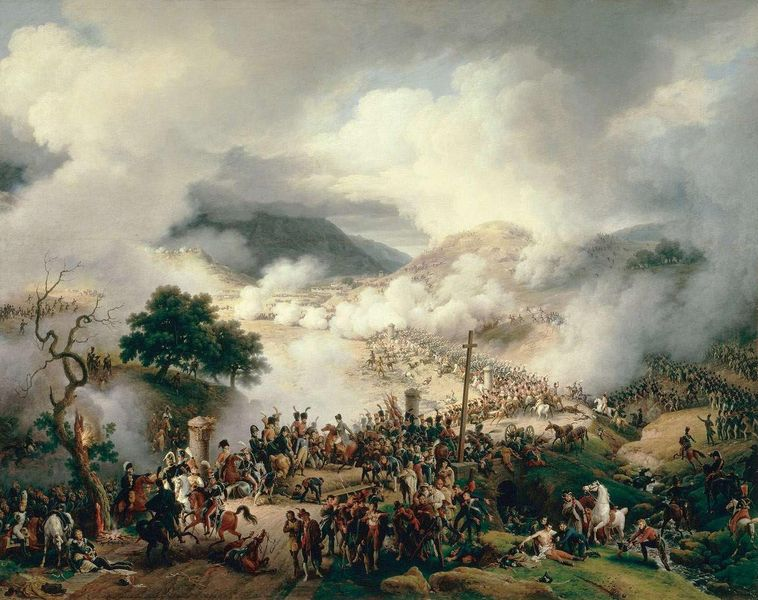
La battaglia di Somo-Sierra di Louis-François, Baron Lejeune (1775 - 1848), olio su tela, 1810

Nel frattempo, sull'Ebro Giuseppe, coadiuvato dal maresciallo Jean-Baptiste Jourdan, aveva disseminato le sue deboli forze, 65 000 soldati, dalla Biscaglia all'Aragona; Napoleone ebbe parole di aspra ironia per l'inettitudine dei suoi luogotenenti che nella penisola iberica, apparivano confusi e deboli. L'imperatore incontrò ad Erfurt lo zar Alessandro il 27 settembre e, dopo una serie di colloqui, i due sovrani conclusero il 12 ottobre un nuovo precario accordo per stabilizzare la situazione sul continente durante l'assenza di Napoleone ed evitare minacce di guerra dell'Austria. Quindi la Grande Armata, che era rimasta sul territorio prussiano dopo le vittorie del 1806 e 1807, venne riportata a ovest dell'Elba e il 12 ottobre 1808 venne ufficialmente sciolta. L'imperatore lasciò in Germania meridionale due corpi raggruppati nella "Armata del Reno" al comando del maresciallo Louis Nicolas Davout e con il resto delle sue forze, circa 160 000 uomini della "Armata di Spagna" divisi in sei corpi d'armata oltre alla Guardia imperiale, entrò nella penisola iberica per sferrare un'offensiva decisiva. Napoleone arrivò a Vitoria il 5 novembre e assunse il comando.
All'arrivo di Napoleone, l'esercito spagnolo era schierato su un fronte molto esteso, organizzato in due raggruppamenti principali con l'Armata di Galizia del generale Joaquín Blake sull'Ebro e l'Armata del Centro del generale Castaños intorno a Tudela; in mezzo era in avvicinamento dall'Estremadura una terza formazione più piccola al comando del generale Galluzo. Molto più indietro si trovavano i 20 000 britannici del generale Moore, che iniziavano appena a mettersi in movimento, e i 12 000 soldati del generale Baird sbarcati in Galizia. Napoleone organizzò una manovra per frantumare questo schieramento troppo esteso, pur avendo a disposizione sul momento solo una parte delle sue forze; al centro il maresciallo Nicolas Soult, dopo aver assunto il comando del II corpo d'armata, attaccò e sconfisse completamente il 10 novembre nella battaglia di Gamonal l'armata del generale Galluzo e marciò subito su Burgos e Valladolid, che vennero conquistate dalle truppe francesi.
Avendo raggiunto una dominante posizione centrale, Napoleone poté quindi architettare due manovre aggiranti sui lati per distruggere i corpi separati dell'esercito spagnolo; le difficoltà di comunicazione, del terreno, del clima, e alcuni errori dei suoi luogotenenti non permisero la perfetta esecuzione dei suoi piani. Sulla destra il maresciallo François Joseph Lefebvre, comandante del IV corpo, e il maresciallo Claude Victor, comandante del I corpo, in violenta rivalità reciproca, non riuscirono a collaborare e attaccarono troppo presto le forze del generale Blake che quindi non fu agganciato e, dopo essere stato sconfitto alla battaglia di Espinosa de los Monteros il 10 e 11 novembre, poté ritirarsi e sfuggire alla distruzione.
Anche la seconda manovra aggirante sull'ala destra spagnola contro l'armata del generale Castaños non raggiunse tutti i risultati previsti dall'imperatore. Il generale spagnolo fu attaccato e sconfitto nella battaglia di Tudela il 23 novembre da un raggruppamento francese che discendeva il corso dell'Ebro al comando del maresciallo Jean Lannes, costituito dal III corpo del maresciallo Jeannot de Moncey ed altre truppe di rinforzo, ma nel frattempo il maresciallo Michel Ney, che con il VI corpo doveva sopraggiungere alla spalle risalendo il Duero, fu ritardato dalle pessime strade e non giunse in tempo per chiudere la trappola, anche a causa dell'attacco troppo anticipato del maresciallo Lannes. L'armata del Centro del generale Castaños subì una pesante sconfitta con gravi perdite ma non fu distrutta e i suoi resti rifluirono in rotta su Calatayud e Cuenca.
Nonostante questi risultati parziali, Napoleone aveva disgregato lo schieramento spagnolo e quindi, mentre il maresciallo Soult occupava Santander il 16 novembre e a Burgos copriva le comunicazioni dell'armata, poté marciare direttamente su Madrid, trovando limitata opposizione. Il 30 novembre alla gola di Somosierra, la resistenza spagnola dei 20 000 soldati del generale Benito de San Juan venne superata dopo un'aspra battaglia in cui si misero in evidenza i reparti di cavalleria polacca. Il 4 dicembre 1808 Napoleone entrò con le sue truppe a Madrid; le strade della città erano deserte e la popolazione accolse con un ostile silenzio l'arrivo dell'esercito francese. Napoleone si stabilì a Chamartin e, soppiantando il fratello Giuseppe, prese subito importanti decisioni amministrative con lo scopo di ottenere l'appoggio della borghesia liberale spagnola: abolì l'inquisizione, ridusse di un terzo il numero dei conventi, confiscò i beni della Chiesa, soppresse le dogane interne e i diritti feudali.

### Ritirata del generale Moore

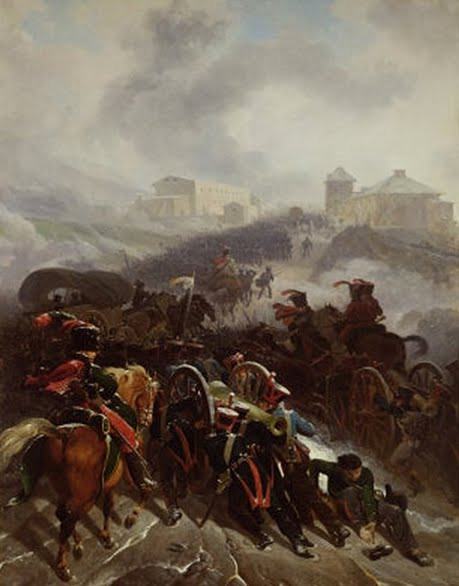
L'armata francese di Napoleone attraversa la Sierra di Guadarrama.

Nel frattempo il generale britannico John Moore si era congiunto con il corpo del generale David Baird sbarcato in Galizia in ottobre e stava concentrando le sue forze a nord di Salamanca; nelle Asturie era sbarcato anche il corpo spagnolo del generale Pedro La Romana, proveniente dalla Danimarca, che si riunì a sua volta con i britannici. Il generale Moore prese l'audace iniziativa di passare all'offensiva con la sua piccola armata e marciò contro il corpo del maresciallo Soult, che era schierato in posizione isolata per coprire Burgos, per sconfiggerlo e minacciare le linee di comunicazioni del grosso dell'armata francese.
Napoleone venne informato in ritardo di questa avanzata improvvisa del generale Moore e il 20 dicembre organizzò subito una manovra per tagliare fuori l'esercito britannico e distruggerlo; mentre il maresciallo Soult agganciava il nemico, egli marciò con il corpo del maresciallo Michel Ney, la Guardia imperiale e la cavalleria verso Salamanca e Astorga per aggirarlo. L'avanzata a tappe forzate attraverso la Sierra di Guadarrama d'inverno fu molto difficoltosa e le truppe diedero segno di insofferenza; Napoleone intervenne personalmente per spingere in avanti i soldati e accelerare il movimento.
Nonostante l'impegno dell'imperatore, l'insufficiente energia mostrata dal maresciallo Soult permise al generale Moore, divenuto improvvisamente cosciente della pericolosa situazione, di sfuggire; il 24 dicembre i britannici iniziarono una precipitosa ritirata verso la costa atlantica per evitare di essere accerchiati. La ritirata britannica fu molto difficile, ma, nonostante le perdite e la stanchezza, il generale Moore riuscì ad evitare la disgregazione della sua armata; le truppe francesi arrivarono ad Astorga il 3 gennaio 1809 e qui Napoleone cedette il comando al maresciallo Soult per l'ultima fase dell'inseguimento, prima di ritornare a Valladolid. Mentre il corpo del maresciallo Ney rimaneva ad Astorga, il corpo del maresciallo Soult attaccò il 7 gennaio a Lugo, ma i britannici riuscirono ancora una volta a sganciarsi e raggiunsero il porto di La Coruña l'11 gennaio 1809 dove rimasero in attesa delle navi per essere posti in salvo.

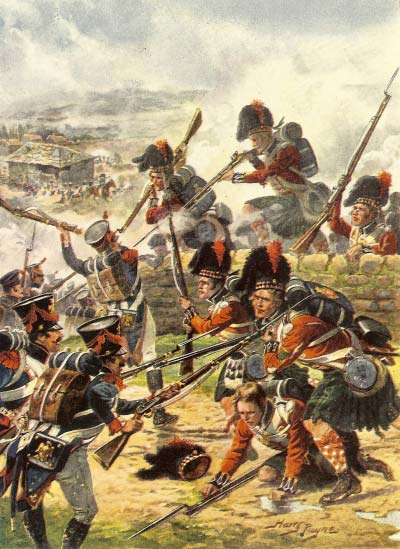
Combattimenti durante la battaglia di La Coruña.

Il 15 e il 16 gennaio l'esercito francese del maresciallo Soult attaccò le posizioni britanniche a La Coruña per impedire l'evacuazione; le esitazioni del maresciallo e la tenacia dei difensori permisero al generale Moore di completare con successo l'imbarco della maggior parte dei suoi soldati. L'esercito britannico dovette bruciare i suoi depositi, abbandonare armi pesanti e materiali, numerosi prigionieri furono catturati dai francesi e lo stesso generale Moore venne mortalmente ferito, ma nel complesso l'armata, pur molto provata, rientrò in Gran Bretagna dove sarebbe presto ritornata in azione Nella penisola iberica rimase solo un corpo di truppe britannico di 10 000 uomini a Lisbona.
Nel frattempo nelle altre province spagnole le operazioni erano proseguite autonomamente; il maresciallo Lannes, dopo aver disceso l'Ebro, si era ricongiunto con il corpo del maresciallo Moncey di fronte a Saragozza ed aveva ripreso il difficile assedio della piazzaforte. Le difese di Sargozza, affidate al generale Josè Palafox che galvanizzò la resistenza e rifiutò ogni trattativa, erano rinforzate dalla partecipazione della popolazione e si dimostrarono difficilmente superabili. L'assalto a Saragozza diede luogo a scontri di grande violenza; le truppe spagnole si batterono accanitamente, sostenuti dagli abitanti; dopo aver impiegato un mese per conquistare la cinta delle mura, i francesi dovettero rastrellare le case e le macerie con combattimenti lunghi e sanguinosi; gli scontri terminarono solo il 20 febbraio 1809 dopo che le truppe francesi ebbero schiacciato, a costo di gravi perdite, gli ultimi nuclei di resistenza dei difensori, stremati dalla fame e dalle malattie. La città venne devastata e saccheggiata; oltre 48 000 spagnoli morirono di malattia e le perdite complessive dei difensori, civili e militari, furono di 108 000 persone.

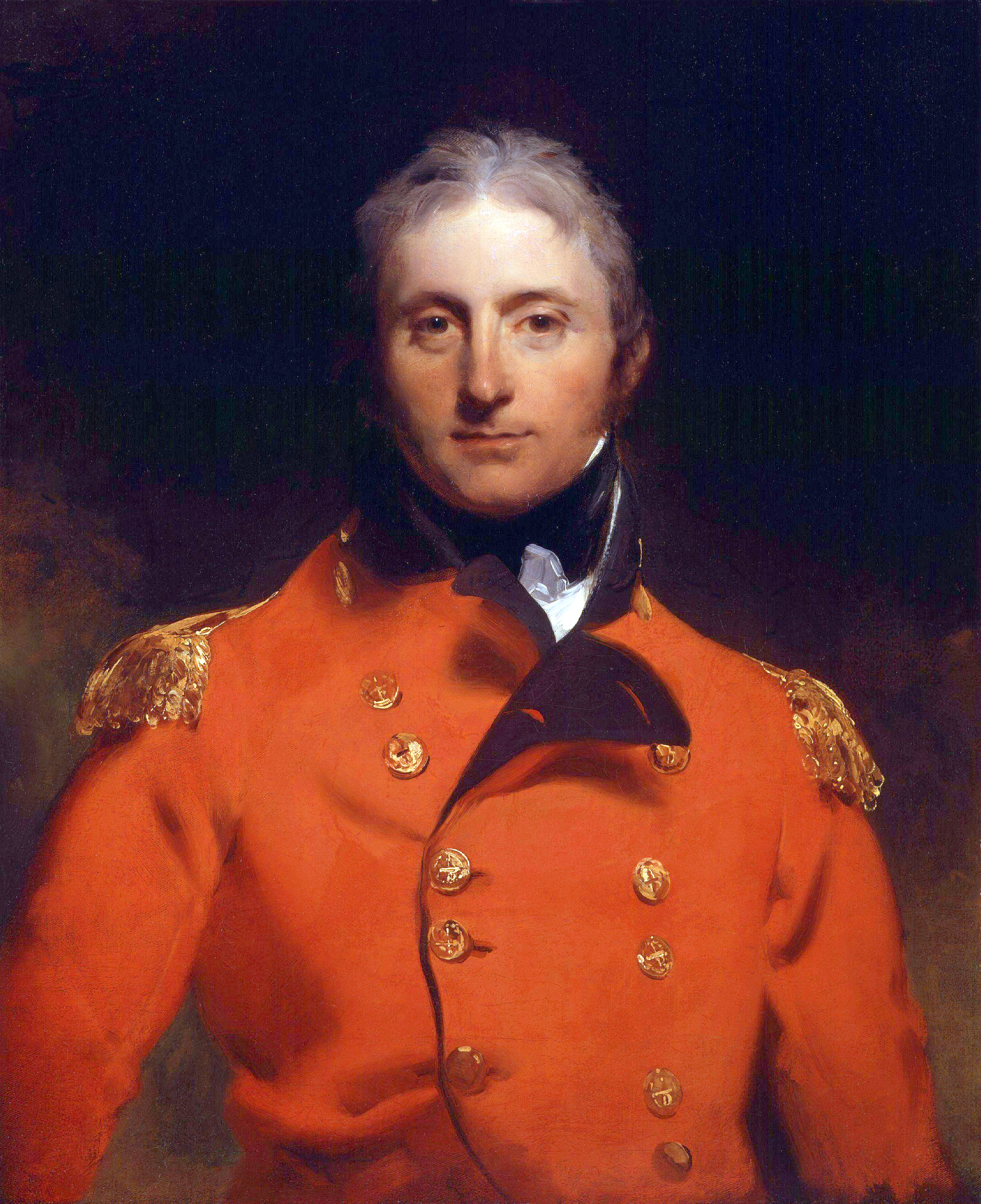
Il generale britannico John Moore.

Nel gennaio 1809 gli altri corpi francesi consolidarono le conquiste di Napoleone e respinsero le deboli forze regolari spagnole rimaste in campo; il maresciallo Lefebvre avanzò oltre il Tago e respinse l'armata del generale Galuzzo. Per battere le truppe dell'armata del Centro del Duca di Intifado che, al comando del generale Venegas, si stavano concentrando a sud di Madrid, il maresciallo Victor prese l'offensiva e il 13 gennaio 1809 sconfisse e disperse l'armata spagnola nella battaglia di Uclés.
Il 17 gennaio 1809 Napoleone lasciò Valladolid per ritornare a Parigi; il riarmo austriaco diveniva minaccioso e si riteneva imminente una nuova guerra in Germania; l'imperatore non poteva trattenersi ancora in Spagna anche per le notizie di oscure manovre politiche architettate da Charles de Tallyerand e Joseph Fouché che forse coinvolgevano anche Murat e che sembravano minacciare la stabilità del regime. La campagna spagnola di Napoleone si concludeva quindi con risultati importanti ma non definitivi, l'esercito spagnolo era stato frantumato e Giuseppe era rientrato a Madrid, i britannici erano stati sconfitti e costretti ad evacuare la penisola, ma a causa delle distanze, del terreno impervio e del clima le manovre napoleoniche erano state rallentate e intralciate, permettendo ai suoi nemici di evitare la distruzione. Se Napoleone fosse potuto rimanere, in breve tempo anche Lisbona e Cadice sarebbero state raggiunte; in sua assenza invece, le operazioni rimasero nelle mani dei marescialli che, scarsamente coesi, ostili tra loro e preda di forti rivalità e ambizioni, non riuscirono a collaborare con efficacia. L'imperatore dovette quindi lasciare in Spagna per completare la conquista e soffocare la resistenza, grandi forze che non furono più impiegabili per il fronte principale europeo contro le nuove coalizioni antifrancesi.

## Guerra di logoramento

### Seconda invasione del Portogallo
Napoleone rimaneva ottimista sulla situazione generale nella penisola; alla sua partenza, dopo la disastrosa evacuazione delle truppe del generale Moore, rimanevano in Portogallo solo 10 000 britannici al comando del generale John Francis Cradock, che sembravano intenzionate a ritirarsi a loro volta. Le forze francesi rimaste in Spagna dopo la partenza di Napoleone ammontavano a 193 000 soldati, di cui oltre un terzo erano schierati nelle regioni occidentali del paese, disponibili per azioni offensive. L'imperatore diede precise disposizioni ai suoi generali per sferrare una nuova offensiva definitiva in Portogallo. Mentre il corpo del maresciallo Ney rimaneva nella Galizia, il maresciallo Soult avrebbe marciato su Lisbona con 23 000 soldati, dove si sarebbe congiunto con il corpo del maresciallo Victor, che avrebbe disceso il corso del Tago, e con il corpo del generale Lapisse.

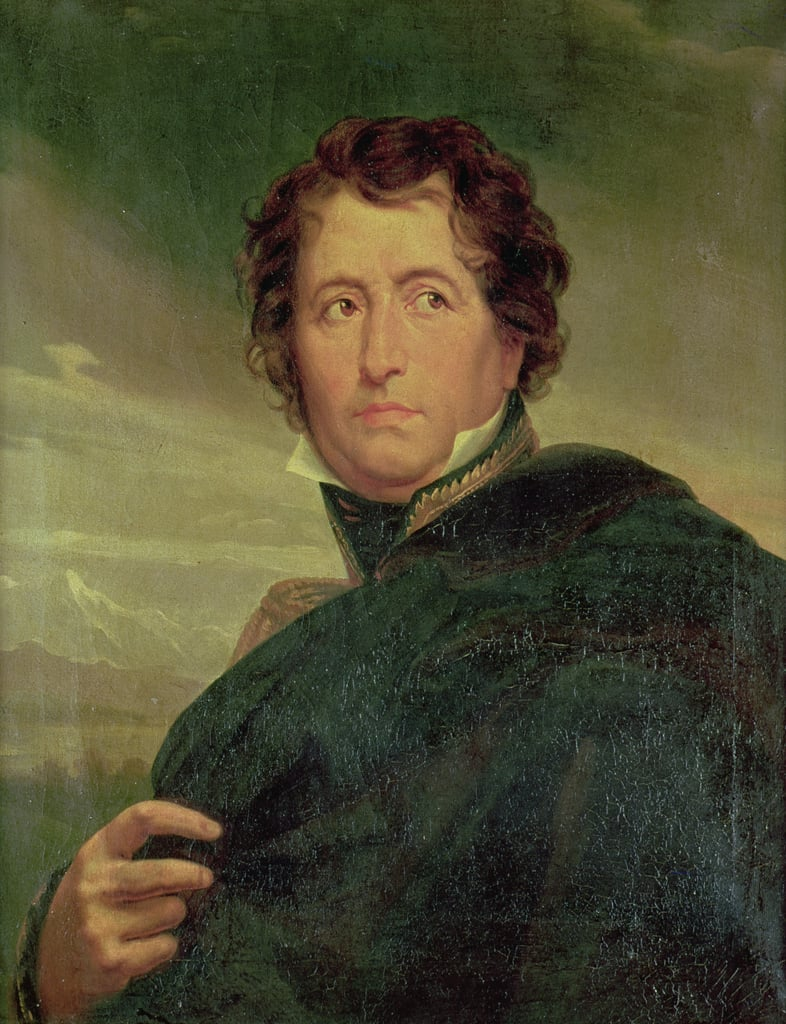
Il maresciallo Nicolas Soult, abile comandante ma ambizioso e venale, si fece coinvolgere in intrighi politici in Portogallo.

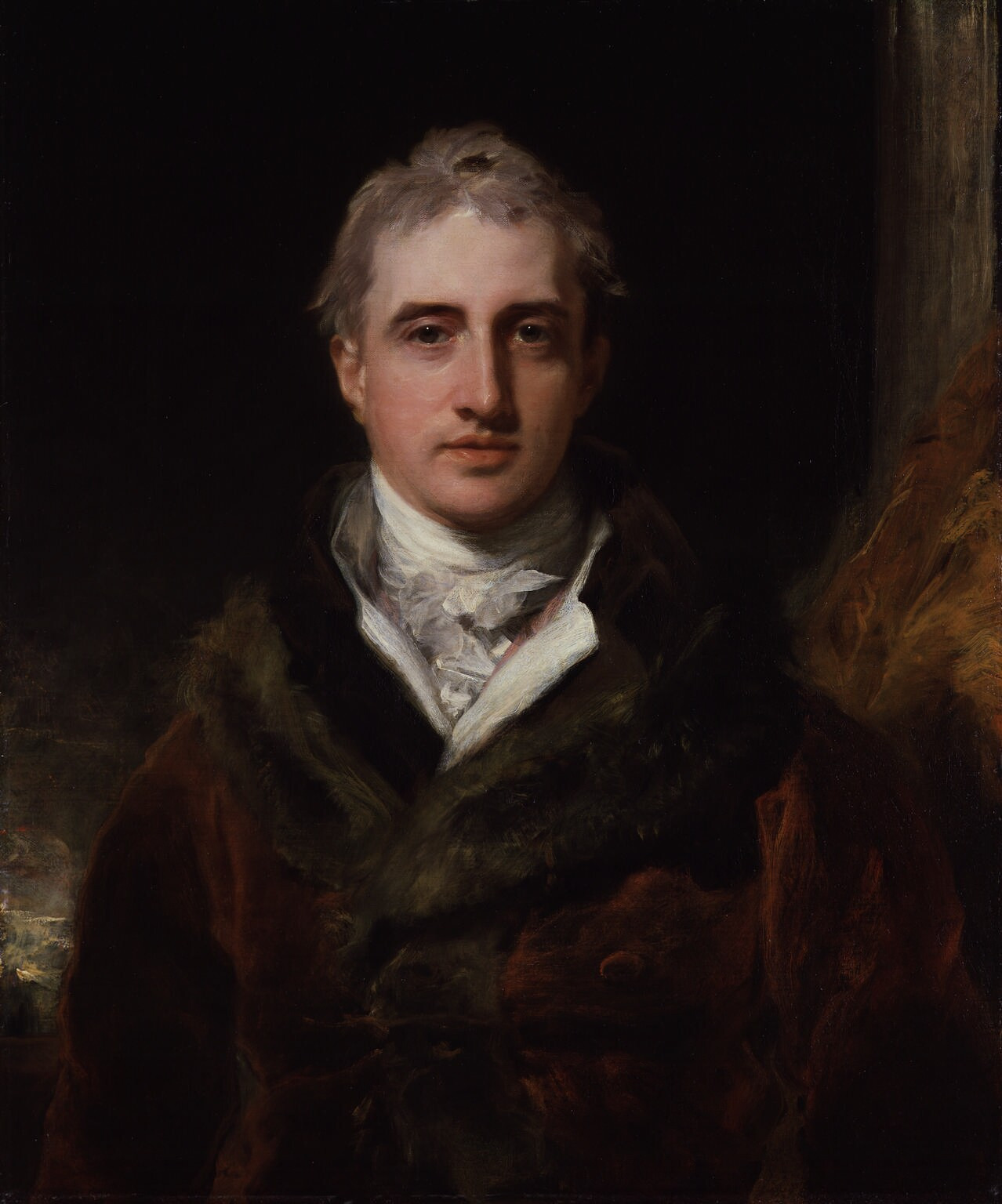
Il ministro della guerra britannico Robert Castlereagh.

Nel frattempo erano sorte forti divergenze tra i dirigenti politici britannici; l'armata del generale Moore era rientrata in Gran Bretagna fortemente indebolita; l'opinione del suo comandante, prima della morte sul campo a La Coruña, era stata nettamente pessimista sulle possibilità di mantenere stabilmente nella penisola iberica un corpo di spedizione. Fu il ministro della Guerra Robert Castlereagh che prese l'iniziativa e, nonostante le critiche dell'opposizione, il 2 aprile 1809 decise di riportare l'armata in Portogallo al comando del generale Arthur Wellesley che, consultato dal ministro, aveva promesso di riuscire con 30 000 uomini a difendere una testa di ponte nella penisola iberica. L'invio del corpo di spedizione venne tuttavia ostacolato dagli sviluppi in Europa dove esplose la guerra della Quinta coalizione; il governo britannico decise di organizzare un'altra spedizione a Walcheren per aiutare gli austriaci e quindi venne ridotto il contingente di truppe disponibile per il generale Wellesley.
A marzo 1809 il maresciallo Soult aveva iniziato la seconda invasione del Portogallo; egli avanzò, nonostante una forte resistenza delle truppe portoghesi, riorganizzate dal generale britannico William Beresford, verso Porto; nella prima battaglia di Porto il maresciallo francese attaccò frontalmente e superò le difese nemiche, conquistando la città il 29 marzo 1809; invece di proseguire su Lisbona, il maresciallo rimase fermo sul posto e si fece coinvolgere in oscuri intrighi, sperando forse di divenire re del Portogallo; corsero voci di un possibile re Nicolas (il nome di battesimo del maresciallo Soult); l'esercito protestò e il malcontento giunse fino al punto di provocare una congiura, con il coinvolgimento dei britannici. Mentre il maresciallo Soult indugiava a Porto, il maresciallo Victor batté a Medellín il 28 marzo e respinse sulla Guadiana gli spagnoli del generale Gregorio Cuesta ma, dopo essersi congiunto con il generale Lapisse, non riuscì a superare il Tago, il cui ponte di Alcántara era stato distrutto, e non poté proseguire per il Portogallo.
In queste condizioni il generale britannico Arthur Wellesley poté sbarcare senza difficoltà con il suo corpo di spedizione il 22 aprile 1809, concentrare le sue forze di 26 000 uomini a Coimbra e prendere l'offensiva contro le truppe disunite dei suoi avversari. Il 12 maggio il maresciallo Soult venne attaccato di sorpresa e dovette battere in ritirata abbandonando Porto (seconda battaglia di Porto); le truppe francesi si trovarono in gravi difficoltà e il maresciallo, minacciato dal corpo anglo-portoghese del generale William Beresford che aveva attraversato il Duero più a nord, ripiegò attraverso le montagne senza l'artiglieria. I francesi, invece di concentrarsi per affrontare i britannici, abbandonarono la Galizia, il maresciallo Ney si ritirò su León, mentre il maresciallo Soult raggiunse Zamora.

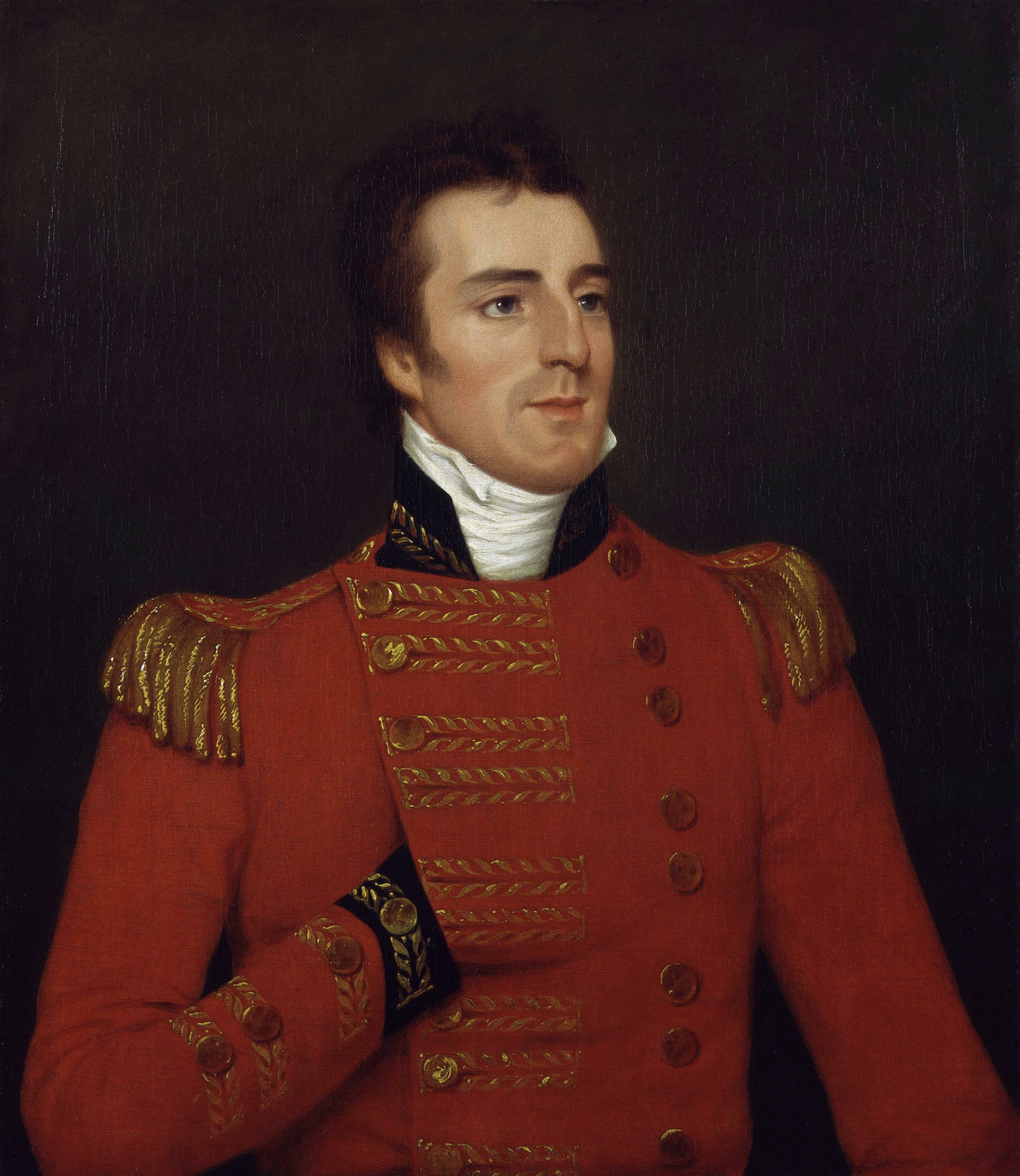
Il generale britannico Arthur Wellesley, Duca di Wellington.

Il generale Wellesley, approfittando della scarsa risolutezza e coesione dei suoi avversari, poté quindi rivolgersi contro le forze del maresciallo Victor, anche se, a causa di difficoltà organizzative e di incomprensioni e contrasti con l'esercito spagnolo del generale Gregorio Cuesta, non riprese le operazioni fino al 27 giugno. Di fronte all'offensiva britannica, il maresciallo Victor decise di ripiegare dalla sua posizione esposta ai confini del Portogallo e si ritirò verso Madrid dove si congiunse con il corpo del generale Horace Sébastiani; nel frattempo, da Parigi, Napoleone aveva dato disposizioni al maresciallo Soult di concentrare il suo corpo e quelli del maresciallo Ney e del maresciallo Mortier, marciare da nord, attraverso la Sierra de Gredos, alle spalle dei britannici e intercettare la loro linea di ritirata. Tuttavia, il maresciallo Victor e il generale Sébastiani, senza attendere la manovra del maresciallo Soult, convinsero re Giuseppe, giunto sul campo, e il suo consigliere militare, maresciallo Jean-Baptiste Jourdan, ad attaccare il 28 luglio il generale Wellesley, schierato sulle solide posizioni di Talavera de la Reina.

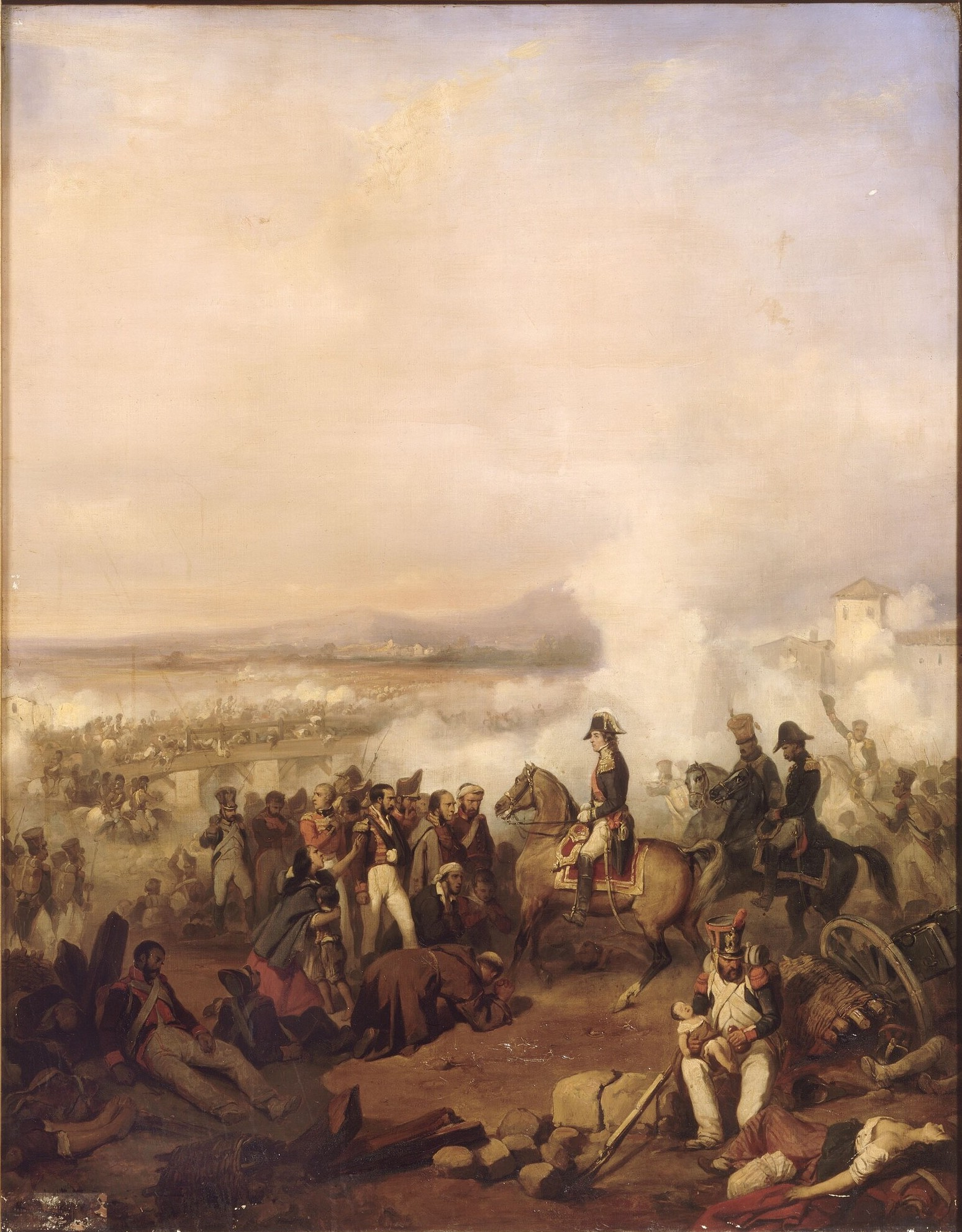
Il maresciallo Nicolas Soult alla prima battaglia di Porto, il 29 marzo 1809.

Gli attacchi francesi furono ripetutamente respinti e il generale venne lodato per la vittoria difensiva della battaglia di Talavera e venne nominato Duca di Wellington, anche se ben presto l'avvicinamento da nord delle forze del maresciallo Soult minacciò le sue linee di comunicazione e quindi egli dovette organizzare una difficile ritirata verso Badajoz, dopo aver attraversato il Tago. I marescialli Soult e Victor si ricongiunsero ma, invece di riprendere l'offensiva e marciare su Lisbona, decisero di tornare a dividere le loro forze e rinunciarono ad operare insieme. Il generale Sebastiani si diresse subito con il suo corpo verso sud e sconfisse alla battaglia di Almonacid l'11 agosto 1809 l'armata spagnola del generale Francisco Venagas, proveniente dalla Murcia.
In questa fase anche il generale Wellington dovette lamentare la scarsa collaborazione degli spagnoli, che rifiutarono di nominarlo comandante in capo, e l'indipendenza dei generali Cuesta e Venagas; egli quindi, molto deluso dal comportamento dei suoi alleati, preferì continuare a ripiegare fino in Portogallo per riorganizzare le sue forze, provate dalla ritirata durante la quale avevano dovuto abbandonare molti feriti, e concentrare i suoi sforzi sul rafforzamento delle posizioni difensive. Il generale Wellington prevedeva giustamente che Napoleone, vittorioso contro la quinta coalizione, avrebbe presto organizzato una nuova offensiva contro l'esercito britannico e occupato il Portogallo; egli iniziò a organizzare un campo trincerato e solide fortificazioni per proteggere Lisbona e fronteggiare questa nuova minaccia.

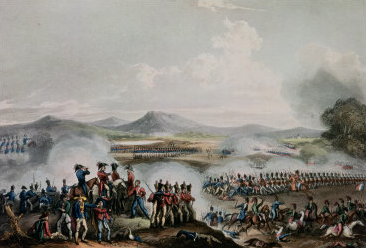
La battaglia di Talavera.

Al contrario, la Giunta centrale spagnola (Junta Suprema Central) di Siviglia non condivideva il pessimismo del duca di Wellington che continuò ad appoggiare solo con riluttanza nonostante gli sforzi del fratello Henry Wellesley, rappresentante politico britannico sul posto, e ordinò una intempestiva offensiva generale contro i francesi per riconquistare Madrid che si concluse con risultati disastrosi per gli spagnoli. Dall'Andalusia il generale Juan Carlos de Aréizaga avanzò in direzione del Tago, ma venne intercettato e sbaragliato dall'armata del maresciallo Soult nella battaglia di Ocaña il 29 novembre 1809; gli spagnoli subirono la perdita di 5 000 morti e feriti e 13 000 prigionieri Il giorno precedente, 28 novembre, anche l'armata d'Estremadura del generale Diego Del Parque era stata disfatta dal generale François Étienne Kellermann alla battaglia di Alba de Tormes e aveva dovuto abbandonare Salamanca.
Fiduciosi dopo queste vittorie, re Giuseppe e il maresciallo Soult convinsero Napoleone ad autorizzare un'invasione dell'Andalusia, contando d'impadronirsi di molte risorse e di un ricco bottino; in realtà i francesi avanzarono senza incontrare molta resistenza da parte delle forze regolari; anche l'accoglienza della popolazione fu sorprendentemente tranquilla. Cordova venne raggiunta pacificamente il 27 gennaio 1810; il generale Sébastiani entrò a Granada e Malaga senza combattere. Tuttavia il maresciallo Soult convinse Giuseppe a marciare su Siviglia, ritardando l'avanzata su Cadice; Siviglia, abbandonata dalla Giunta centrale, venne occupata facilmente il 1º febbraio, ma la Giunta riuscì a sfuggire e a rifugiarsi il 3 febbraio 1810 a Cadice che venne accanitamente difesa contro le truppe del maresciallo Victor. Mentre Giuseppe rientrava a Madrid, il maresciallo Soult s'insediò a Siviglia, riprendendo i suoi programmi personalistici di sfruttamento e depredazione.

### Terza invasione del Portogallo

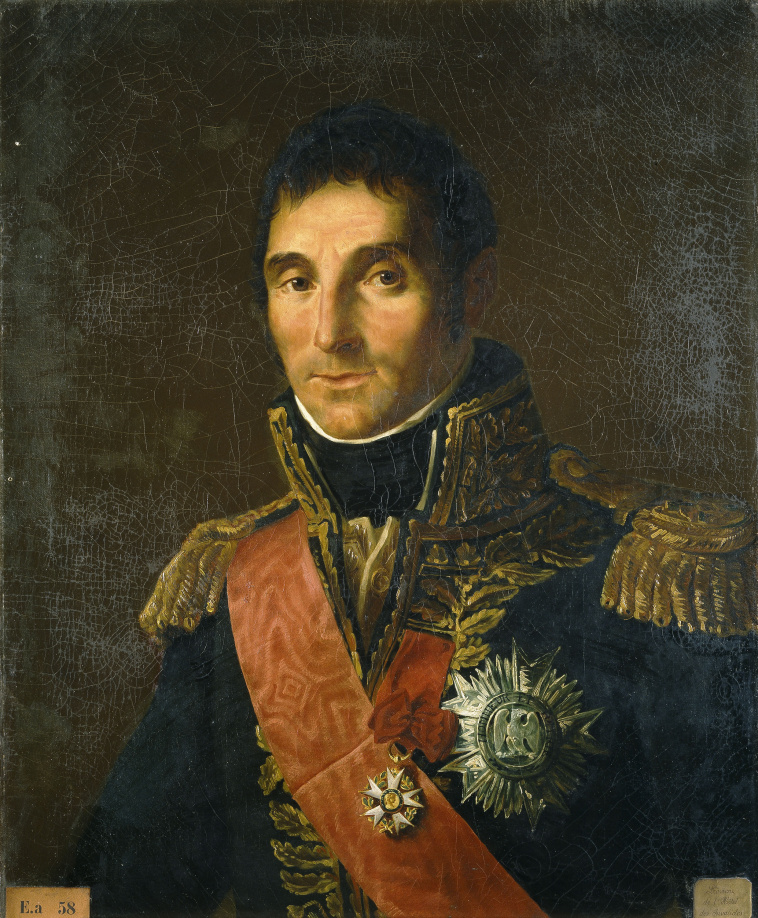
Il maresciallo Andrea Massena, protagonista della terza invasione del Portogallo.

La decisione di Giuseppe e del maresciallo Soult di invadere l'Andalusia si dimostrò un errore; per controllare il territorio e mantenere l'assedio di Cadice rimasero bloccati tre corpi francesi, indebolendo quindi le truppe disponibili per l'offensiva in Portogallo che Napoleone stava organizzando per il 1810. L'imperatore dopo aver sconfitto la Quinta coalizione sembrava libero di ritornare in Spagna con la massa delle sue forze e distruggere o costringere all'evacuazione l'esercito britannico del Duca di Wellington, ma, impegnato nelle sue complesse manovre diplomatiche e nell'organizzazione del suo secondo matrimonio, egli non poté decidersi a partire e si limitò ad inviare nella penisola iberica 140 000 soldati di rinforzo. Alla metà del 1810 l'esercito francese in Spagna arrivò a contare 360 000 uomini di cui circa 130 000, secondo i progetti dell'imperatore, avrebbero dovuto essere impegnati nella nuova offensiva contro il Portogallo sotto gli ordini dell'esperto maresciallo Andrea Massena.
Nemmeno la situazione del Duca di Wellington era priva di difficoltà; al contrario il generale doveva affrontare grandi problemi organizzativi e le conseguenze concrete dei gravi contrasti politici presenti sia in patria sia tra le diverse autorità presenti nella penisola. Alla fine del 1809 il governo del primo ministro Duca di Portland era caduto per i violenti contrasti personali tra i ministri Canning e Castlereagh che erano giunti fino ad un formale duello da cui il primo era uscito ferito; il nuovo governo costituito da Spencer Perceval con Richard Wellesley, fratello del generale, al ministero degli esteri, era debole; attaccato dai capi dell'opposizione whig, dovette fronteggiare vivaci polemiche per gli apparenti fallimenti della politica bellica. Anche il Duca di Wellington era esposto alle critiche; quando giunse notizia della offensiva del maresciallo Masséna, lo si avvertì di evitare a tutti i costi la perdita dell'esercito anche a costo di una evacuazione; si limitarono i rinforzi e i finanziamenti economici, che erano indispensabili alle truppe britanniche che pagavano in moneta tutti i materiali e gli equipaggiamenti che si procuravano sul posto.

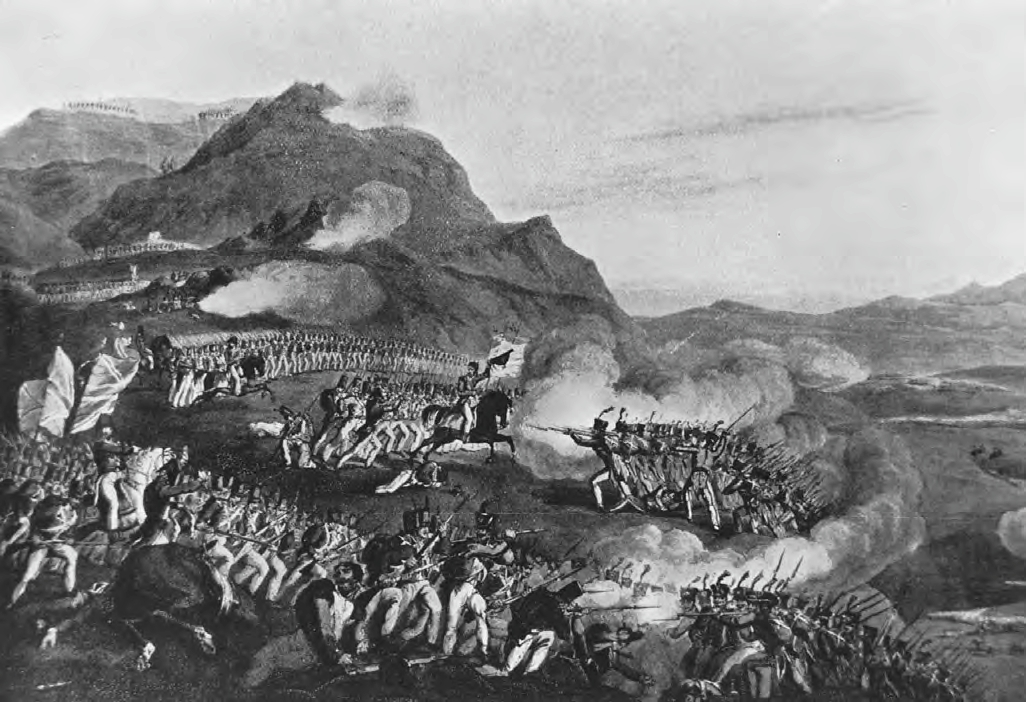
La battaglia del Buçaco, il primo scontro della terza offensiva francese in Portogallo.

Un elemento determinante della capacità del Duca di Wellington di resistere nella penisola iberica e di impegnare importanti forze francesi fu invece la possibilità di utilizzare come base d'operazioni il Portogallo che permetteva il rifornimento dell'armata via mare e che cooperò in modo concreto. Nonostante la corruzione e il conservatorismo dell'aristocrazia locale, la reggenza del Portogallo, controllata dall'inviato Charles Stuart, collaborò strettamente con la Gran Bretagna; il generale William Beresford si incaricò di riorganizzare l'esercito portoghese che nel 1810 salì a 56 000 soldati e che, inquadrato e addestrato da ufficiali britannici, partecipò alle operazioni e rinforzò le truppe di Wellington. La cooperazione con gli spagnoli fu molto più difficile; fino al 1812 essi rifiutarono di mettere agli ordini del generale britannico le loro forze; l'autorità della Giunta centrale che, riparata a Cadice, si era trasformata, dopo la convocazione delle Cortes nel settembre 1810, prima in Consiglio di Reggenza e poi in Comitato Esecutivo, era molto limitata; inefficiente e corrotta, era percorsa da forti rivalità interne, inoltre le giunte provinciali, specialmente quella della Vecchia Castiglia e quella di Siviglia, esercitavano un'autorità autonome e non seguivano le direttive centrali; i guerriglieri erano, largamente indipendenti. I tentativi della giunta di organizzare un esercito regolare solido, prima con la leva in massa del 1809 e poi con la coscrizione generale del 1811, fallirono completamente; a causa di carenze di materiali e di organizzazione, e della modesta adesione della popolazione alle chiamate, le forze regolari non superarono mai i 100 000 uomini.
Tuttavia, in assenza dell'imperatore, nemmeno i francesi riuscirono a superare le loro difficoltà politiche, strategiche e operative; Giuseppe, nonostante la presenza del maresciallo Jean-Baptiste Jourdan come consigliere militare, non era in grado né di esercitare l'autorità civile e amministrativa né di coordinare saldamente le operazioni militari, nonostante l'adesione al regime di alcuni notabili spagnoli, i cosiddetti Josefinos, come Mariano Luis de Urquijo, Miguel José de Azanza, François Cabarrus, e la costituzione di una burocrazia. La situazione economica e finanziaria era deplorevole e i generali nelle province non ricevevano le risorse per approvvigionare i loro eserciti; sempre più isolati e indipendenti non collaboravano tra loro ed erano in costante rivalità; Napoleone da Parigi, diramò spesso direttive strategiche che sul campo si dimostrano a volte ineseguibili e incrementarono la confusione.
Il maresciallo Masséna per la sua offensiva in Portogallo poté radunare solo 60 000 uomini a causa della necessità di occupare le Asturie e controllare con sicurezza la Vecchia Castiglia e la Biscaglia, missioni che furono affidate al generale Bonnet e che richiesero forti contingenti di truppe. Le forze disponibili si dimostrarono insufficienti per la missione e inoltre il maresciallo non organizzò un adeguato sistema di vettovagliamenti e magazzini di deposito, invece egli attese la mietitura per approvvigionarsi e inizialmente si limitò ad inviare il maresciallo Ney a conquistare le piazzeforti di Almeida e Ciudad Rodrigo che cadde dopo una valida resistenza il 9 luglio. Finalmente a settembre 1810 il maresciallo Masséna iniziò la sua offensiva in direzione di Coimbra ma si trovò subito in difficoltà a causa della scarsezza dei rifornimenti; il territorio era stato abbandonato dalla popolazione e le autorità portoghesi avevano evacuato tutti i beni sulla base della ordenanza che prevedeva di fare il vuoto davanti al nemico e di distruggere i materiali non trasportabili.
Il generale Wellington quindi poté attendere che le forze nemiche si logorassero durante l'avanzata e si schierò sulla posizione collinosa di Buçaco dove il 27 settembre 1810 il maresciallo Masséna lo attaccò frontalmente senza successo. Dopo questa battaglia del Buçaco, il maresciallo francese decise di manovrare per aggirare le posizioni nemiche e il generale Wellington si affrettò a ritirarsi fino alle cosiddette "linee di Torres Vedras", precedentemente predisposte per proteggere Lisbona. Si trattava di un sistema di fortificazioni su tre linee di cui la prima misurava 40 chilometri di lunghezza ed era costituita da 126 capisaldi, armati con 247 cannoni; l'esercito del generale Wellington era formato da 33 000 britannici, 30 000 portoghesi e 6 000 spagnoli e, rifornendosi via mare, non poteva essere messo in difficoltà da un assedio.

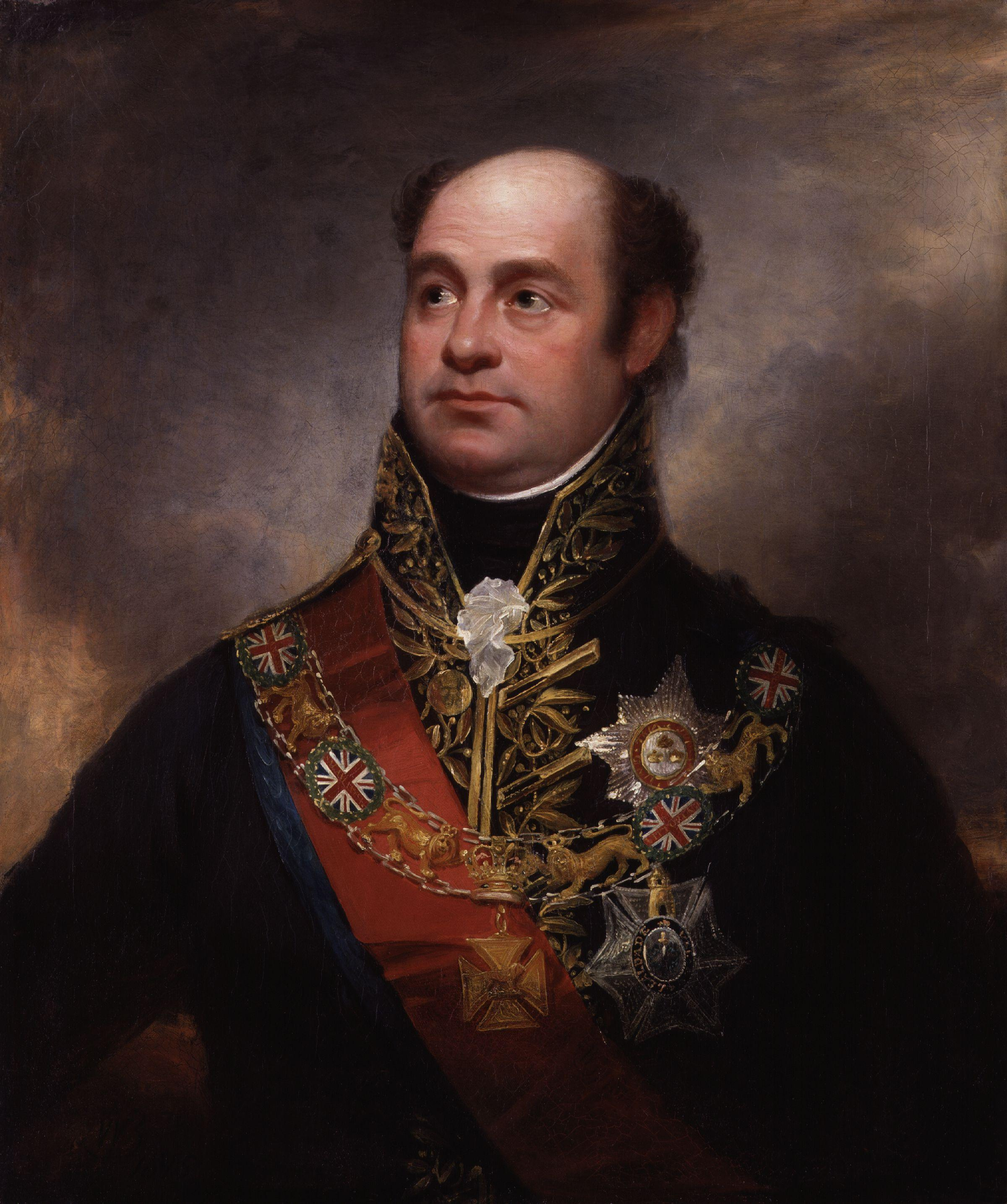
Il generale britannico William Carr Beresford, comandante dell'esercito portoghese.

Inoltre il maresciallo Masséna era privo di materiali per un lungo assedio ed era sempre più in difficoltà per i gravi problemi di rifornimento; egli disponeva ancora di 35 000 soldati che furono rinforzati solo dai 10 000 uomini del generale Jean-Baptiste Drouet d'Erlon. Dopo alcuni mesi di inutile attesa, il maresciallo Masséna, le cui truppe erano molto indebolite dalla carenza di viveri, decise di abbandonare le posizioni a Torres Vedras e il 5 marzo 1811 iniziò a ritirarsi dal Portogallo e si diresse su Salamanca, inseguito prudentemente dal generale Wellington. Il generale britannico decise di marciare su Almeida per riconquistare l'importante piazzaforte, e il maresciallo Masséna fece un ultimo tentativo e ripassò all'offensiva per cercare di difendere la città; il 5 maggio 1811 si combatté la battaglia di Fuentes de Oñoro. I francesi attaccarono ripetutamente le linee britanniche ma, nonostante qualche successo, anche questa volta non riuscirono ad avere la meglio e furono ancora respinti. L'offensiva del maresciallo Masséna era quindi fallita a causa della sua insufficiente risolutezza ma anche per difficoltà oggettive, per carenza di mezzi e per la scarsa collaborazione degli altri generali francesi, il maresciallo sarebbe stato richiamato il 17 maggio 1811 da un deluso Napoleone e sostituito a Salamanca dal maresciallo Auguste Marmont.
Nel frattempo il maresciallo Soult aveva finalmente tentato una diversione per appoggiare il maresciallo Masséna; il comandante francese sbaragliò l'armata spagnola d'Estremadura nella battaglia del Gebora il 19 febbraio 1811 e l'11 marzo conquistò la fortezza di Badajoz; ben presto in questo settore intervenne un corpo di truppe britanniche e portoghesi al comando del generale Beresford inviato dal generale Wellington, rassicurato dalla ritirata del maresciallo Massèna, che costrinse i francesi a ritirarsi e assediò a sua volta Badajoz. Il maresciallo Soult ritornò all'offensiva e manovrò per affrontare il nemico; il 16 maggio nella violenta e sanguinosa battaglia di Albuera gli attacchi francesi misero in difficoltà gli anglo-portoghesi ma vennero infine respinti dalle forze del generale Beresford. Poco dopo anche l'esercito principale del generale Wellington si congiunse con gli anglo-portoghesi ma in questa fase si completò anche il concentramento delle forze francesi con l'arrivo da Salamanca dell'armata del maresciallo Marmont che si riunì con le truppe del maresciallo Soult. I due marescialli tuttavia, invece di prendere l'iniziativa e rischiare una grande battaglia sul posto, preferirono rinunciare e presto i due concentramenti si sciolsero. Il generale Wellington si diresse indisturbato verso Ciudad Rodrigo per attaccare la piazzaforte, ma infine, mentre il maresciallo Soult rientrava in Andalusia con la sua armata, il maresciallo Marmont si avvicinò ai britannici e il generale inglese preferì sospendere le operazioni e rientrare prudentemente in Portogallo, dopo aver ottenuto buoni risultati e aver vanificato i programmi offensivi francesi.

### Successi del generale Wellington

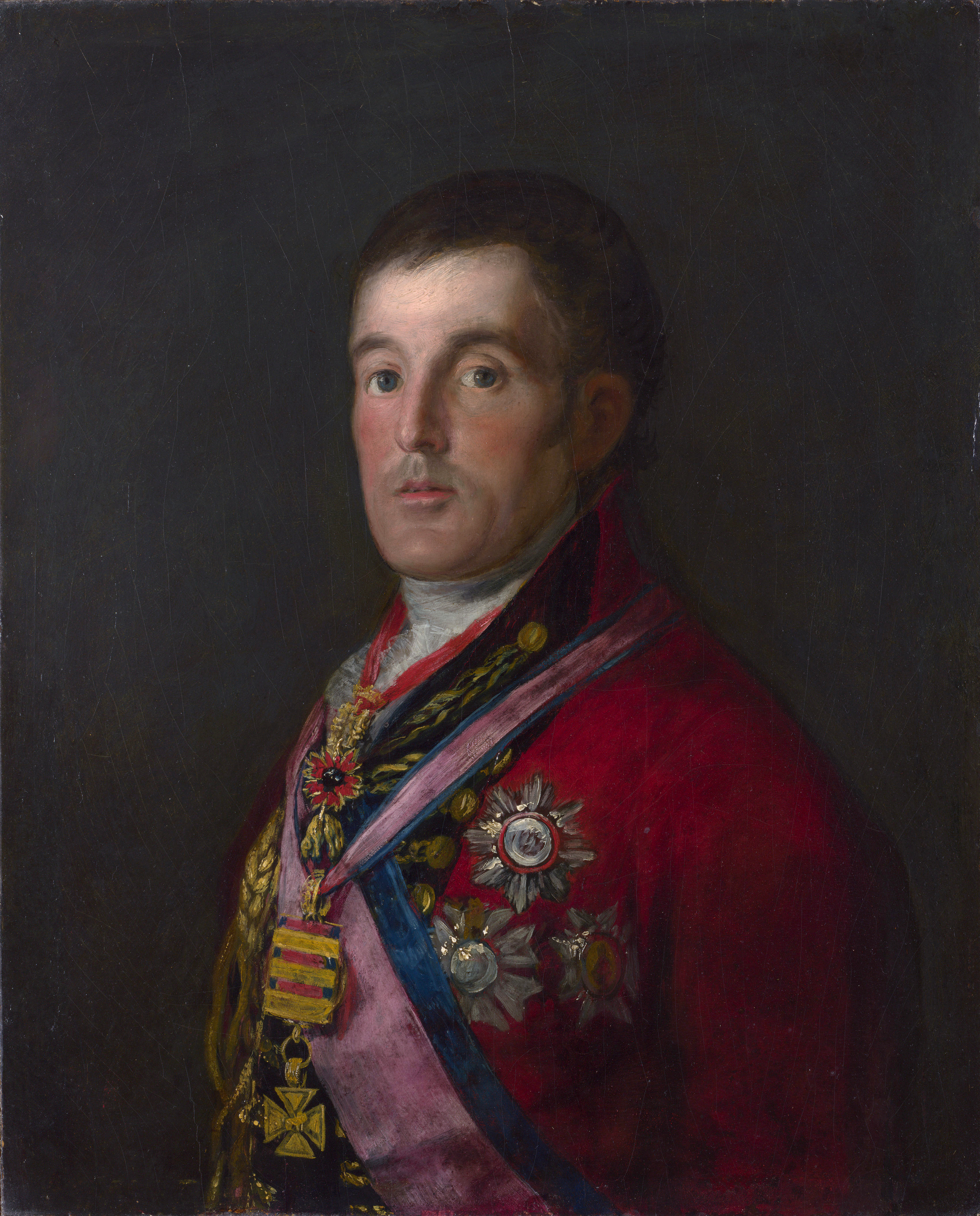
Il generale Arthur Wellesley, Duca di Wellington, in un ritratto di Francisco de Goya.

La capacità del generale Wellington di rimanere nella penisola, di respingere le ripetute offensive francesi e infliggere gravi scacchi ai luogotenenti di Napoleone, discendeva in primo luogo dalla sua abilità militare, dalla sua personalità tenace e solida in grado di comprendere le importanti implicazioni strategiche della sua diversione continentale e di valutare le migliori decisioni tattiche da adottare per fare fronte al nemico. Il generale britannico ritenne che fosse possibile rimanere nella penisola e logorare progressivamente i francesi sfruttando le qualità dei suo piccolo esercito costituito da soldati regolari poco numerosi ma esperti, ben addestrati al tiro e sottoposti ad una rigida disciplina; egli adottò efficaci tattiche di battaglia, basate prevalentemente sulla difensiva, sul tiro mirato in linea, sullo sfruttamento del terreno per rafforzare le sue posizioni. I generali francesi, impazienti e aggressivi continuarono a seguire i metodi offensivi e furono quindi spesso sconfitti dalle tattiche del generale, che infliggevano loro gravi perdite e ne disorganizzavano i piani. Dopo aver indebolito i francesi, le truppe britanniche all'occasione prendevano anche l'offensiva e il generale fu in grado di manovrare con abilità guadagnando terreno o costringendo alla ritirata i suoi avversari.
Anche le caratteristiche del terreno, montuoso e arido, del clima e delle vie di comunicazioni, molto limitate e in cattive condizioni, influenzarono le condizioni della guerra e favorirono i britannici; l'esercito del generale Wellington soffrì molto per le carenze di vettovagliamento e per le malattie, ma il generale poté rifornirsi via mare e, pagando in contanti, poté ottenere molto più facilmente beni e viveri dalla popolazione. Le truppe francesi soffrirono ancor di più e ricorsero a violenze e saccheggi per impadronirsi di materiali e vettovaglie; privi di depositi e magazzini e poco riforniti dalla patria, le armate francesi, guidate da generali che a loro volta si abbandonarono alla corruzione, alla venalità, alle depredazioni, si disgregarono; le diserzioni si moltiplicarono e si diffusero sul territorio bande irregolari e gruppi indipendenti formati da sbandati di tutti gli eserciti che imperversavano nelle campagne e sui monti. Il generale Wellington seppe approfittare delle difficoltà di vettovagliamento francesi; egli ebbe sempre cura di mantenere i collegamenti con la sua base di operazioni e di rientrare in Portogallo dopo ogni campagna per rifornirsi, mentre devastava il territorio davanti alle offensive francesi, che quindi progressivamente si esaurivano per mancanza di mezzi come era accaduto al maresciallo Masséna.

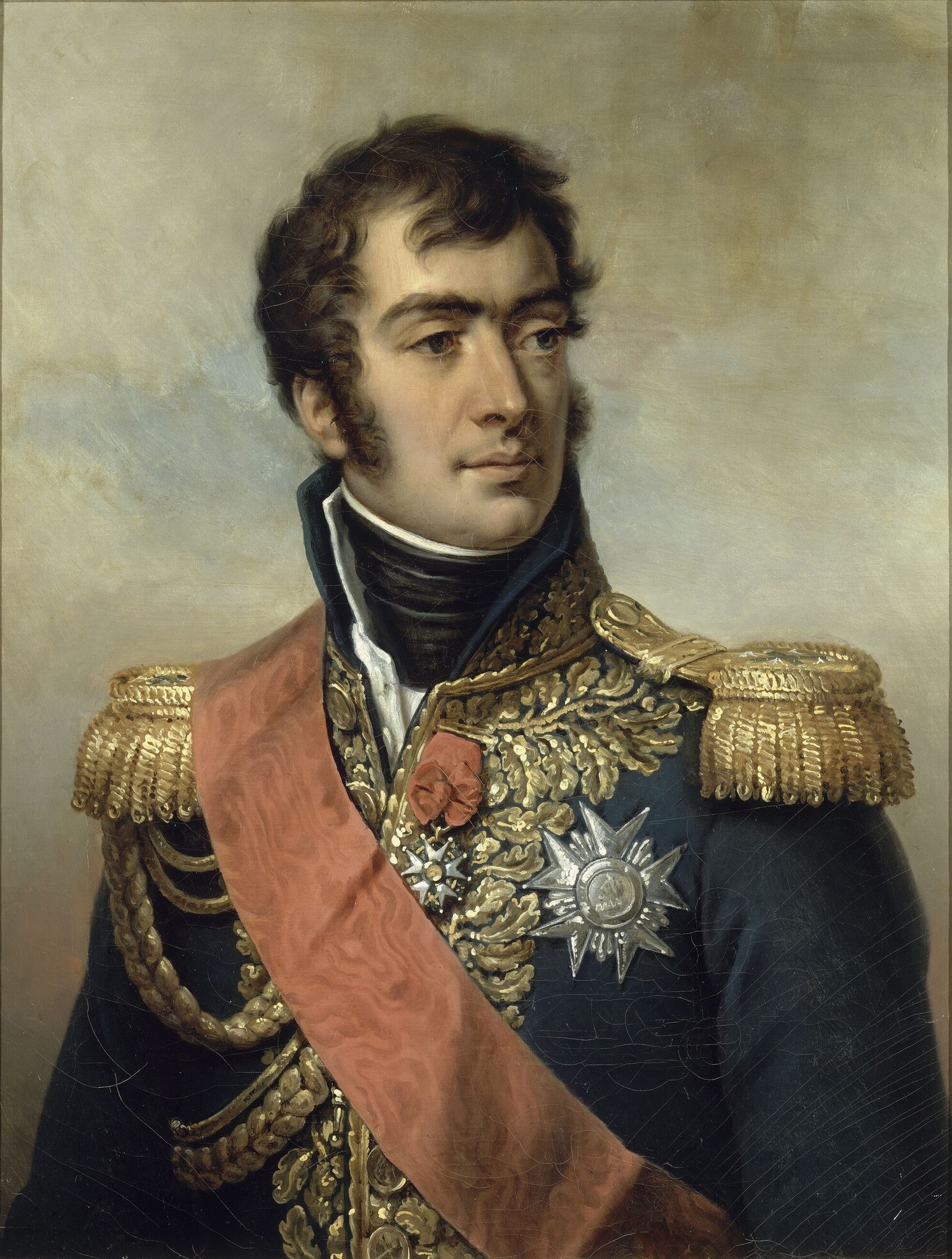
Il maresciallo Auguste Marmont venne sconfitto nel 1812 nella battaglia di Salamanca.

Avendo respinto la temuta offensiva francese in Portogallo, il generale Wellington, che aveva anche ricevuto rinforzi, decise quindi, dopo una breve pausa, di riprendere l'iniziativa; egli disponeva ora della superiorità numerica locale dato che l'armata del maresciallo Marmont era costituita da soli 35 000 uomini; inoltre Napoleone, essendo impegnato nell'organizzazione della campagna di Russia, non aveva modo di intervenire direttamente per ridurre alla disciplina e alla collaborazione i suoi marescialli, e al contrario dovette richiamare una parte delle truppe di Spagna. Giuseppe era preoccupato per possibili sorprese dei britannici e sollecitò senza successo il maresciallo Soult a evacuare l'Andalusia per rinforzare il fronte principale a copertura di Madrid.
Quindi Wellington poté passare all'offensiva fin dal 7 gennaio 1812, avendo organizzato sufficienti materiali e vettovaglie per condurre una campagna invernale; i francesi, sprovvisti di mezzi, furono sorpresi e le prime fasi della nuova campagna furono favorevoli ai britannici. Tuttavia l'offensiva del generale Wellington venne rallentata dalla necessità di conquistare le piazzeforti sul confine portoghese, Ciudad Rodrigo, che cadde il 19 gennaio, e soprattutto Badajoz, che resistette fino al 6 aprile, difesa dal valoroso generale Philippon. Si trattò di assedi difficili conclusi con assalti sanguinosi che costarono molte perdite ai britannici, sprovvisti di equipaggiamenti e di truppe d'assedio. Esasperati dalle difficoltà e dalle perdite, le truppe britanniche saccheggiarono e devastarono le piazzeforti, abbandonandosi a violenze e brutalità incontrollate sugli abitanti. Durante questo periodo, il maresciallo Marmont, non ricevendo sostegno dal maresciallo Soult, rinunciò a intervenire per sbloccare le piazzeforti assediate.

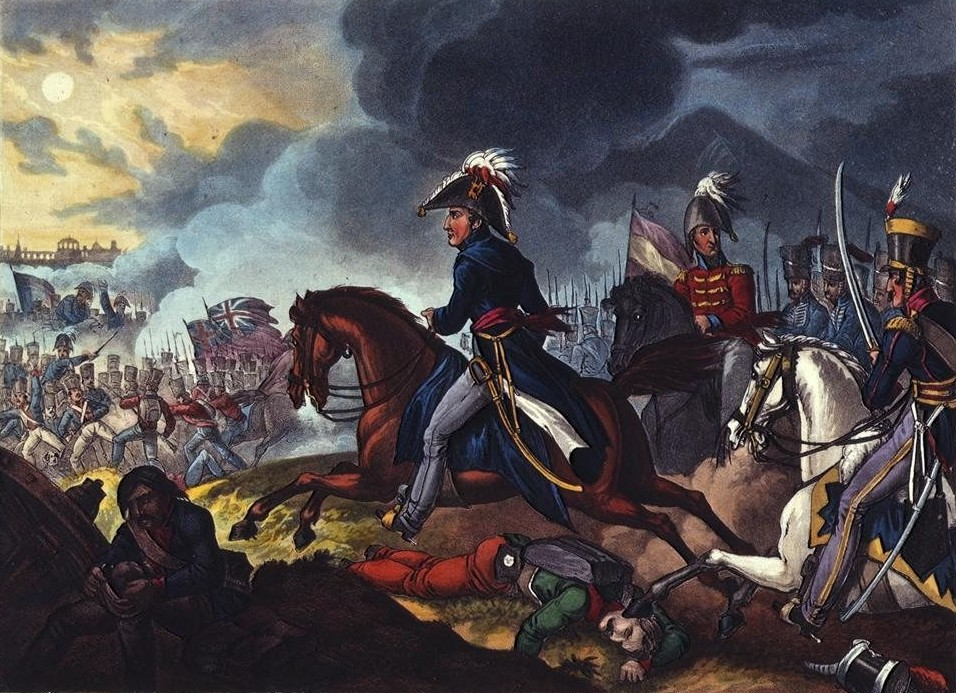
Il generale Wellington alla battaglia di Salamanca.

In questa fase della guerra, i britannici e gli spagnoli iniziarono operazioni anche in altri settori della penisola iberica che impegnarono le forze francesi, riducendo i contingenti disponibili sul confine portoghese. Astorga venne assediata dagli spagnoli; l'ammiraglio Home Riggs Popham attaccò la costa della Biscaglia, difesa dalle truppe del generale Auguste Caffarelli; il generale William Bentinck, comandante in Sicilia, inviò un corpo di truppe britanniche al comando del generale Frederick Maitland, che sbarcò ad Alicante e affrontò l'armata del maresciallo Louis Gabriel Suchet che, avanzando dall'Aragona, aveva occupato, con una serie di riuscite operazioni di conquista e pacificazione, Lerida, Tortosa, Tarragona, Sagunto, dove sconfisse l'esercito del generale Blake, e Valencia, che conquistò il 9 gennaio 1812, dove catturò lo stesso generale Blake, 18 000 prigionieri e 392 cannoni
Mentre si sviluppavano queste operazioni secondarie, il generale Wellington riprese l'offensiva il 14 giugno e costrinse il maresciallo Marmont a ripiegare, dopo aver attraversato il Duero; il maresciallo però riuscì a concentrare le sue forze, richiamò truppe dalle Asturie, e con una riuscita manovra riattraversò il fiume e costrinse il generale britannico a ripiegare su Salamanca. Il maresciallo Marmont dopo questo successo divenne più aggressivo e continuò ad aggirare il nemico; il 22 luglio 1812 attaccò le posizioni britanniche alle Arapiles, ma la manovra non riuscì; le truppe francesi si dispersero e il generale Wellington contrattaccò con successo. La battaglia di Salamanca si concluse con una netta vittoria britannica, il maresciallo Marmont rimase ferito all'inizio degli scontri, le truppe francesi persero 14 000 uomini e si ritirarono; il generale Bertrand Clauzel prese il comando e riuscì con grande difficoltà a ricondurre i resti dell'armata a Burgos, rinunciando alla difesa di Madrid.

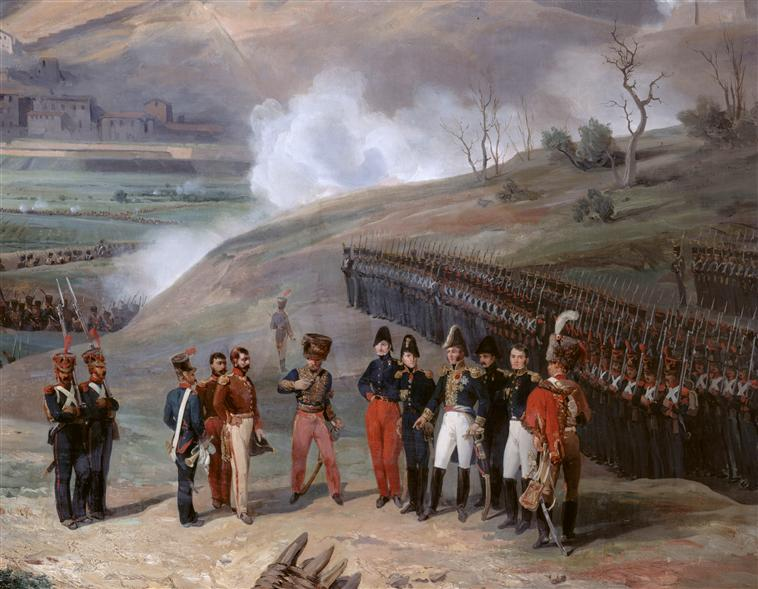
Il generale Louis Gabriel Suchet riceve la resa della città di Tortosa il 2 gennaio 1811.

Il generale Wellington marciò sulla capitale senza difesa che raggiunse il 6 agosto, poi, mentre Giuseppe e il maresciallo Jourdan riparavano a Valencia per congiungersi con il maresciallo Suchet, avanzò verso Burgos che però, sotto la guida del generale Dubreton, sostenne validamente l'assedio. A settembre 1812 finalmente il maresciallo Soult evacuò l'Andalusia e marciò a nord con il suo esercito, dopo essersi collegato con una parte delle forze del maresciallo Suchet; da nord discesero le truppe del generale Joseph Souham per minacciare le retrovie dell'esercito anglo-portoghese bloccato a Burgos. Il 21 ottobre il generale Wellington, che rischiava di essere tagliato fuori dall'avanzata convergente degli eserciti francesi, rinunciò all'assedio e iniziò a ripiegare, attraversò il Tormes e si diresse di nuovo in Portogallo. Il maresciallo Soult, che aveva concentrato tutte le forze, non lo attaccò energicamente e si limitò a seguirlo con la cavalleria durante la lunga e logorante ritirata; il 2 novembre 1812 Giuseppe rientrò a Madrid, ma la campagna terminava con un bilancio soddisfacente per gli alleati, che avevano inflitto pesanti perdite al nemico, costringendolo ad abbandonare l'Andalusia.
Il generale Wellington aveva quindi ottenuto importanti risultati durante i suoi tre anni di comando nella penisola iberica; nonostante le difficoltà organizzative e politiche, e la superiorità numerica delle truppe francesi, il comandante britannico continuava a proteggere il Portogallo; la giunta insurrezionale spagnola aveva ripreso il controllo dell'Andalusia, della Galiza e delle Asturie, un grande esercito nemico, guidato da alcuni famosi marescialli, era stato trattenuto e logorato nella penisola. Tuttavia, come mette in evidenza lo storico francese Georges Lefebvre, nonostante i successi, le operazioni di Wellington in Spagna, dal punto di vista politico-militare complessivo per il momento non avevano affatto influito in modo determinante: malgrado l'impegno iberico che tratteneva una parte cospicua delle sue truppe, Napoleone aveva ugualmente sconfitto nel 1809 la Quinta coalizione e nel 1812 aveva invaso la Russia con un imponente esercito. In caso di vittoria francese nella campagna di Russia, la situazione del generale Wellington e degli spagnoli sarebbe divenuta veramente critica. Lo stesso Napoleone apparentemente non dava eccessiva importanza agli avvenimenti spagnoli; il 6 settembre 1812, raggiunto sul campo di battaglia di Borodino dalla notizia della vittoria britannica a Salamanca, si mostrò convinto che per la Francia fosse più vantaggioso che l'esercito britannico si trattenesse in Spagna, senza effettuare diversioni sulle coste francesi o tedesche mentre lui si trovava davanti a Mosca.

## La vittoria degli alleati anglo-ispano-portoghesi
La catastrofe in Russia ebbe conseguenze negative per i francesi anche in Spagna; Napoleone, costretto ad organizzare in tutta fretta un nuovo esercito, richiamò una parte delle truppe presenti nella penisola iberica, anche il maresciallo Soult, in contrasto con il re, ritornò in Francia. Inoltre in Biscaglia e Navarra le forze ribelli spagnole avevano impegnato duramente l'armata del generale Clauzel, lasciando disponibili come massa di manovra a disposizione di Giuseppe e del suo esperto militare, il maresciallo Jourdan, solo 75 000 soldati dispersi tra Madrid e Salamanca, divisi tra le armate del generale Honoré Gazan, del generale Jean-Baptiste Drouet d'Erlon e del generale Honoré Charles Reille.

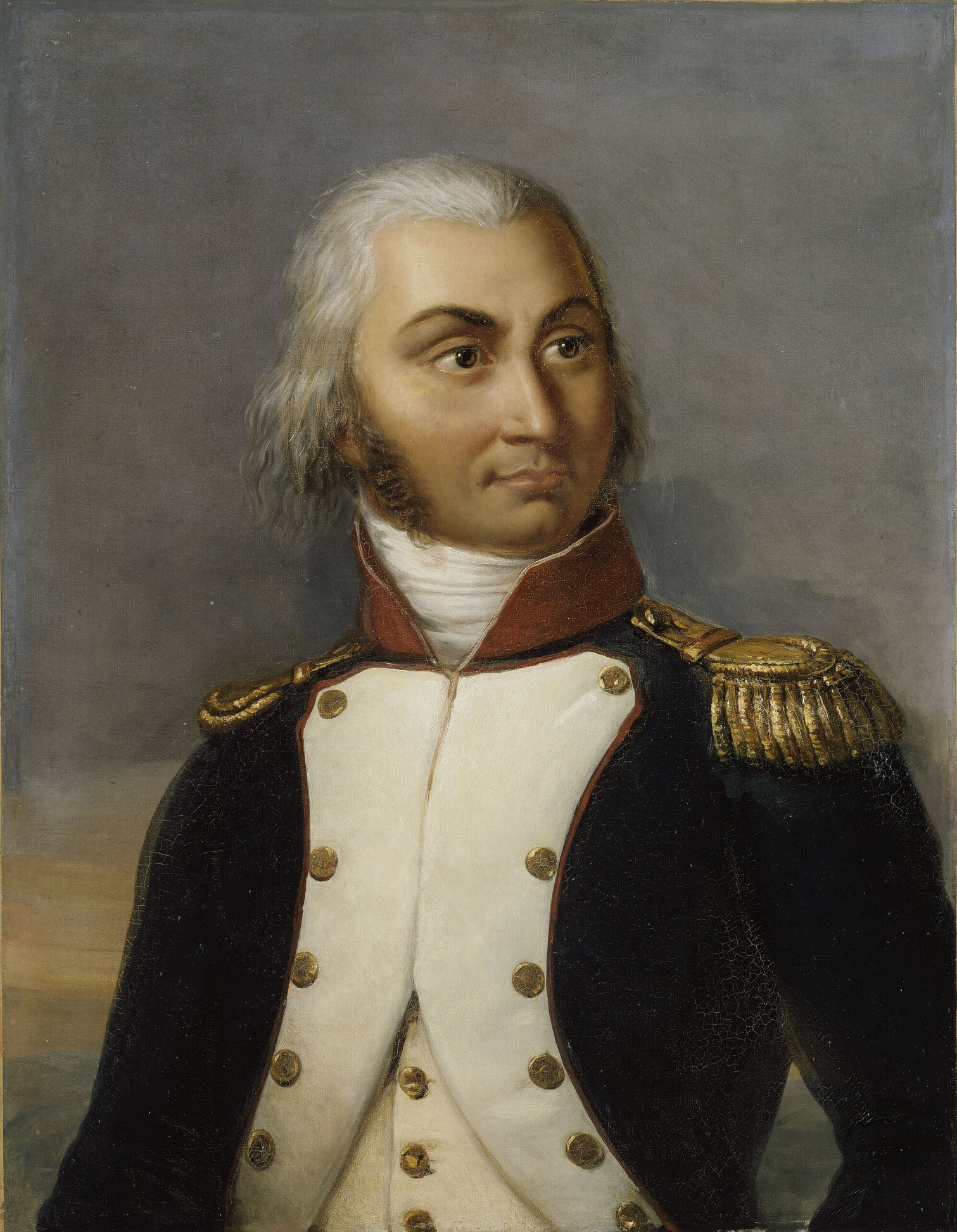
Il maresciallo Jean-Baptiste Jourdan, consigliere militare del re Giuseppe Bonaparte; venne sconfitto alla battaglia di Vitoria.

Il Duca di Wellington quindi poté prendere l'offensiva il 15 maggio 1813 con il suo esercito salito a 70 000 soldati e manovrare con abilità per costringere alla ritirata le deboli e sparpagliate forze francesi; il generale britannico attaccò con l'ala destra verso Salamanca e soprattutto con l'ala sinistra attraversò il Duero e aggirò lo schieramento nemico; congiuntosi con le truppe spagnole presenti in Galizia, egli minacciò di tagliare le comunicazioni francesi e Giuseppe e il maresciallo Jourdan decisero di iniziare un ripiegamento strategico, evacuando Madrid. La situazione dei francesi in Spagna, nonostante l'ottimismo di Napoleone, era sempre più critica; la guerriglia era in estensione e le comunicazioni attraverso i Pirenei molto precarie; per salvaguardare le linee di collegamento i francesi dovettere impegnare cinque divisioni sulla strada da Burgos alla frontiera, proprio mentre l'esercito anglo-portoghese aveva raggiunto Palencia, a nord di Valladolid.
Con una mossa strategica Wellington trasferì la sua base di approvvigionamento da Lisbona a Santander. Le forze anglo-portoghesi presero Burgos alla fine di maggio ed aggirarono poi l'esercito francese mentre costringevano Giuseppe Bonaparte nella valle del fiume Zadorra. Alla Battaglia di Vitoria del 21 giugno i 65 000 uomini di Giuseppe furono intercettati da 53 000 britannici, 27 000 portoghesi e 19 000 spagnoli. Wellington inseguì e cacciò i francesi da San Sebastián, che venne saccheggiata e messa a ferro e fuoco.
Gli alleati inseguirono i francesi in ritirata arrivando ai Pirenei all'inizio di luglio. Al maresciallo Soult venne affidato il comando delle forze francesi ed egli cominciò una controffensiva infliggendo due sconfitte ai generali alleati nelle battaglie di Maya e Roncesvalles. Fu tuttavia respinto duramente dagli anglo-portoghesi e dovette ripiegare dopo la sconfitta nella battaglia di Sorauren (28 luglio - 30 luglio).

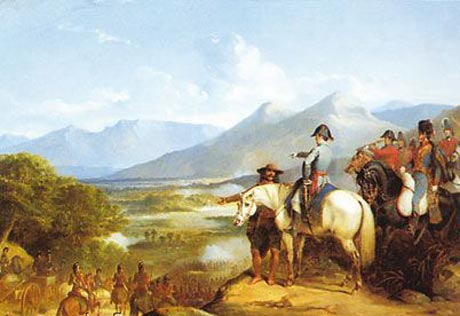
Il duca di Wellington alla battaglia di Vitoria.

Questa settimana di campagna militare, nota come battaglia dei Pirenei, rappresentò la parte migliore dell'azione di Wellington in Spagna. Le forze degli avversari erano bilanciate, lui stava lottando molto lontano dalle sue linee di approvvigionamento, i francesi stavano difendendo il loro territorio e, nonostante ciò, egli riuscì a vincere con una serie di manovre raramente eguagliabili in una guerra.
Il 7 ottobre, dopo che Wellington ricevette la notizia della riapertura delle ostilità in Germania, gli alleati arrivarono in Francia guadando il fiume Bidasoa. L'11 dicembre l'assedio ad un disperato Napoleone portò ad una pace separata con la Spagna con il Trattato di Valençay, con il quale Napoleone avrebbe riconosciuto Ferdinando come re di Spagna in cambio della cessazione completa delle ostilità. Ma gli spagnoli non avevano nessuna intenzione di credere a Napoleone e continuarono i combattimenti.
La guerra d'indipendenza spagnola continuò con le vittorie alleate del passo di Vera, della battaglia di Nivelle e della Battaglia di Nive vicino a Bayonne (10 dicembre - 14 dicembre 1813), della battaglia di Orthez (27 febbraio 1814) e della battaglia di Tolosa (10 aprile 1814). Quest'ultima battaglia fu combattuta dopo l'abdicazione di Napoleone.

## La guerriglia

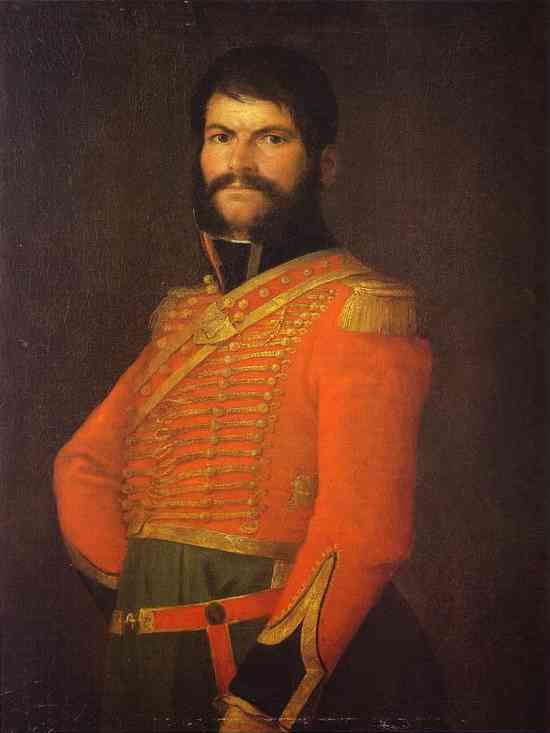
Juan Martín Díez, conosciuto con il suo nome di battaglia, El Empecinado (l'intrepido)

Durante la guerra gli inglesi aiutarono la milizia portoghese e la guerriglia spagnola che avevano falcidiato migliaia di soldati francesi: sostenere le forze locali costava loro molto meno che dover equipaggiare soldati propri per affrontare i francesi in una guerra convenzionale. Tale tattica si rivelò molto efficace nel corso della guerra, ma comportava vantaggi e svantaggi per entrambi i contendenti. Se infatti da un lato la guerriglia stimolava lo spirito patriottico degli spagnoli contro le truppe francesi, dall'altro creava problemi ai contadini con la forzata coscrizione ed i saccheggi che erano costretti a subire. Molti dei partigiani spagnoli erano infatti fuorilegge o approfittatori il cui scopo era quello di arricchirsi con la predazione, anche se più tardi le autorità tentarono di organizzare militarmente la guerriglia e molti partigiani vennero inquadrati in unità regolari dell'esercito. Un esempio di questa politica si ebbe nei "Cazadores Navarra" guidati da Francisco Espoz y Mina.
L'idea di inquadrare i guerriglieri in una forza armata più convenzionale aveva effetti sia positivi sia negativi. Da un lato, le uniformi e la disciplina militare li avrebbero tolti dalle strade ed avrebbero ridotto il numero degli sbandati, dall'altro più disciplinati erano e più facile era per i francesi individuarli e catturarli. Solamente alcuni capi partigiani decisero di passare effettivamente alle truppe regolari: la maggior parte di loro lo fece soltanto per ottenere lo status di ufficiale dell'esercito, ricevere la paga, il vitto e l'equipaggiamento.
In assenza di un comandante capace e carismatico come Wellington, lo stile di combattimento dei guerriglieri rimase quello precedente all'inquadramento nell'esercito regolare, ovvero era basato sull'individualità. La maggior parte dei tentativi delle forze spagnole per ottenere un cambio di mentalità non ebbe successo e i miliziani continuarono a combattere come guerriglieri.
Così facendo, d'altronde, agendo come commando sparpagliati per il territorio riuscivano a impegnare molto di più i soldati francesi. Inoltre si risparmiava sulle spese di mantenimento ed equipaggiamento, mentre i danni costanti causati dalla guerriglia demoralizzavano progressivamente la struttura militare francese; la prima tra le forze regolari europee a doversi confrontare con una forza di guerriglieri fortemente motivati (se non dal sentimento patriottico, da quello religioso o dal desiderio di arricchirsi), che conoscevano perfettamente il territorio in cui operavano e che godevano del sostegno della popolazione locale tra cui potevano tornare a nascondersi all'occorrenza.
Sul ruolo della guerriglia nella vicenda dell'indipendenza spagnola, Carl Schmitt ha scritto pagine che hanno contribuito a rivedere ed aggiornare non solo il ruolo della guerriglia nei conflitti, ma le stesse categorie del concetto di politica. Scrive infatti Schmitt:
"Il partigiano spagnolo ristabilì la serietà della guerra, e precisamente di fronte a Napoleone, dunque sul lato difensivo dei vecchi stati continentali europei, la cui vecchia regolarità, ormai scaduta a gioco convenzionale, non era più all'altezza della nuova, rivoluzionaria regolarità napoleonica. Il nemico ritornò così a essere un vero nemico, e la guerra una vera guerra".

## Il ruolo dello spionaggio

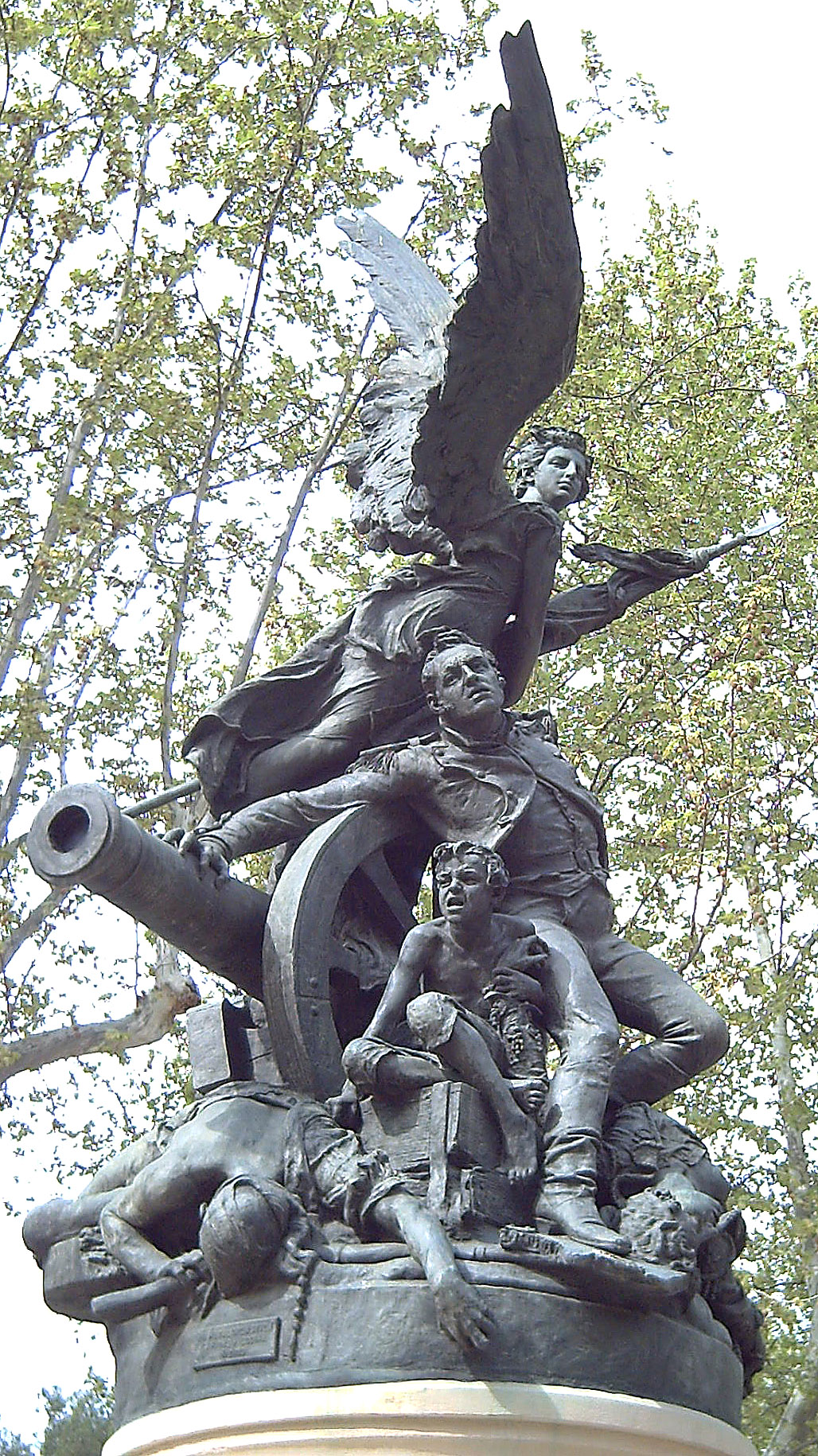
Il memoriale agli uomini del 2 maggio 1808 a Madrid

Lo spionaggio ebbe un ruolo cruciale nella prosecuzione della guerra degli inglesi dopo il 1810. Gli spagnoli e la guerriglia portoghese si dedicarono a catturare i corrieri francesi portatori di comunicazioni spesso riservate. Dal 1811 in avanti questi messaggi erano spesso parzialmente o completamente cifrati. Georges Scovell, del seguito di Wellington, ebbe il compito della decifratura di tali messaggi. All'inizio la cifratura era molto rudimentale e fu facile venire a capo del significato dei messaggi. A partire dal 1812 vennero usati sistemi di cifratura molto più complessi, ma Scovell riuscì comunque a decifrarli dando così un grande vantaggio alle truppe alleate che poterono conoscere in anticipo i movimenti delle truppe francesi ed i risultati cominciarono presto a dimostrarlo. I francesi non si resero conto che il loro codice era stato svelato e continuarono ad usarlo fino alla battaglia di Vitoria quando le tavole di decifrazione vennero da essi trovate fra quanto catturato al nemico.

## Conseguenze in Portogallo
La guerra d'indipendenza spagnola significò l'entrata traumatica del Portogallo nell'era moderna. Il trasferimento della Corte a Rio de Janeiro iniziò il processo che portò all'indipendenza del Brasile. L'evacuazione abile, operata dalla flotta, di più di 15 000 persone della corte e dell'amministrazione dello Stato, fu una benedizione per il Brasile e, nello stesso tempo una liberazione mascherata per il Portogallo, in quanto liberò energie preziose per la ricostruzione del paese. I governatori del Portogallo, nominati dal re in esilio, ebbero un impatto scarso sulle invasioni francesi e sulla successiva occupazione britannica.
Il ruolo del ministro della guerra, Miguel Pereira Forjaz fu unico. Wellington lo definì «l'unico uomo di stato nella penisola.». Col personale portoghese egli riuscì a costruire un esercito regolare di 55 000 uomini e 50 000 vennero adibiti a guardia nazionale (milicias) ed un numero variabile di riserva in caso di necessità che raggiungeva la cifra di circa 100 000 uomini.
La nazione alle armi ebbe, sul Portogallo, un impatto simile a quello che la Rivoluzione francese aveva avuto sulla Francia. Una nuova classe politica, che aveva sperimentato la disciplina ed i disagi della guerra contro l'Impero francese, era conscia della necessità di indipendenza. Il maresciallo Beresford e 160 ufficiali furono trattenuti dopo il 1814 per la guida dell'esercito del Portogallo mentre il re era ancora in Brasile. La politica portoghese si incardinò sul progetto di un Regno Unito luso-brasiliano, con le colonie africane che avrebbero dovuto provvedere il rifornimento di schiavi al Brasile per le coltivazioni ed il Portogallo che si doveva occupare del commercio. Entro il 1820 questo progetto si rivelò impossibile a realizzarsi. Gli ufficiali portoghesi che avevano partecipato alla guerra d'indipendenza spagnola espulsero gli inglesi e diedero inizio alla rivoluzione a Porto il 24 agosto. Le istituzioni liberali vennero però consolidate soltanto dopo la guerra civile fra il 1832 e il 1834.

## Conseguenze in Spagna
Re Giuseppe fu contento, inizialmente, della francesizzazione del popolo spagnolo perché credeva che la collaborazione con la Francia avrebbe portato alla modernizzazione e alla libertà. Un esempio era stato l'abolizione dell'inquisizione spagnola. Comunque, clero e patrioti cominciarono un'agitazione fra il popolino che divenne molto estesa dopo i primi esempi di repressione dell'esercito francese avvenuti a Madrid nel 1808. Questi segnali ebbero la capacità di indispettire la gente. I simpatizzanti francesi vennero esiliati in Francia al seguito delle truppe francesi. Il pittore Francisco Goya era uno di questi, e dopo la guerra dovette rifugiarsi in Francia per evitare l'arresto e forse anche il linciaggio.
La parte della popolazione favorevole all'indipendenza comprendeva sia conservatori che liberali. Dopo la guerra, vennero coinvolti nello scontro delle guerre carliste poiché il nuovo re Ferdinando VII, "il Desiderato" (più tardi "il re traditore"), revocò tutti i cambiamenti liberali apportati dalle indipendenti Cortes, per coordinare gli sforzi nazionali e resistere all'invasore francese. Egli ripristinò la monarchia assoluta, perseguì e mise a morte ogni persona sospettata di liberalismo, e, come suo ultimo misfatto, alterò le leggi di successione reale in favore di sua figlia Isabella II, avviando così un secolo di guerre civili contro i sostenitori del primo erede legale al trono.
Le Cortes liberali avevano approvato la Costituzione spagnola del 1812 il 18 marzo 1812 che fu annullata più tardi dal re.
Nelle Colonie spagnole d'America, gli spagnoli ed i creoli delle Giunte locali militari avevano giurato fedeltà a re Ferdinando. Questo esperimento di autogoverno condusse più tardi i libertadores (liberatori) a promuovere l'indipendenza delle colonie spagnole in terra americana.
Le truppe francesi avevano requisito molte delle estese proprietà della Chiesa cattolica. Chiese e conventi furono usati come stalle ed alloggi e molte opere d'arte vennero spedite in Francia, conducendo così l'eredità culturale spagnola ad un notevole deperimento. Gli eserciti alleati depredarono città e campagne. Wellington recuperò parte di tali opere e si offrì di restituirle ma Ferdinando gli disse di tenerle.
Un altro effetto importante della guerra fu il danno severo apportato all'economia del paese, che poté essere eliminato soltanto dopo oltre un secolo.

## Impatto culturale
- Il pittore Francisco Goya realizzò tra il 1810 e il 1820 una serie di incisioni raffiguranti episodi di crudeltà e massacri commessi durante il conflitto, serie nota come I disastri della guerra.
- Carmen, di Prosper Mérimée da cui Georges Bizet trasse l'opera omonima, è basata su un episodio della Guerra d'indipendenza spagnola.
- Curro Jiménez fu una serie TV di grande successo basata sulla storia di un generoso bandito che combatté, nella Sierra Morena, contro i francesi nel corso della Guerra d'indipendenza spagnola.
- La serie inglese di romanzi sul soldato fittizio Richard Sharpe di Bernard Cornwell racconta le avventure di un ufficiale britannico nella guerra d'indipendenza spagnola. Successivamente l'argomento è stato riproposto in un serial TV.
- Il romanzo di C. S. Forester Death to the French è ambientato nella guerra d'indipendenza spagnola. Esso riguarda un soldato dell'esercito britannico che perde il contatto con la sua unità e si associa ad una banda di guerriglieri portoghesi.
- La guerra d'indipendenza spagnola vide il primo uso di fermagli applicati al nastro sul quale veniva appesa la medaglia al valore. La Medaglia Peninsulare[100] fu concessa ai soldati dell'esercito di Wellington, ed aveva un fermaglio per ogni battaglia importante alla quale avevano partecipato. Alla quarta medaglia veniva assegnata una Croce Peninsulare che portava inciso, su ognuno dei suoi bracci, il nome di una battaglia. Fermagli susseguenti furono aggiunti poi al nastro. La Croce Peninsulare di Wellington, decorata con nove fermagli unici, può essere vista sulla sua uniforme nella sua casa museo di Apsley House a Londra.